# イギリスの欧州連合離脱

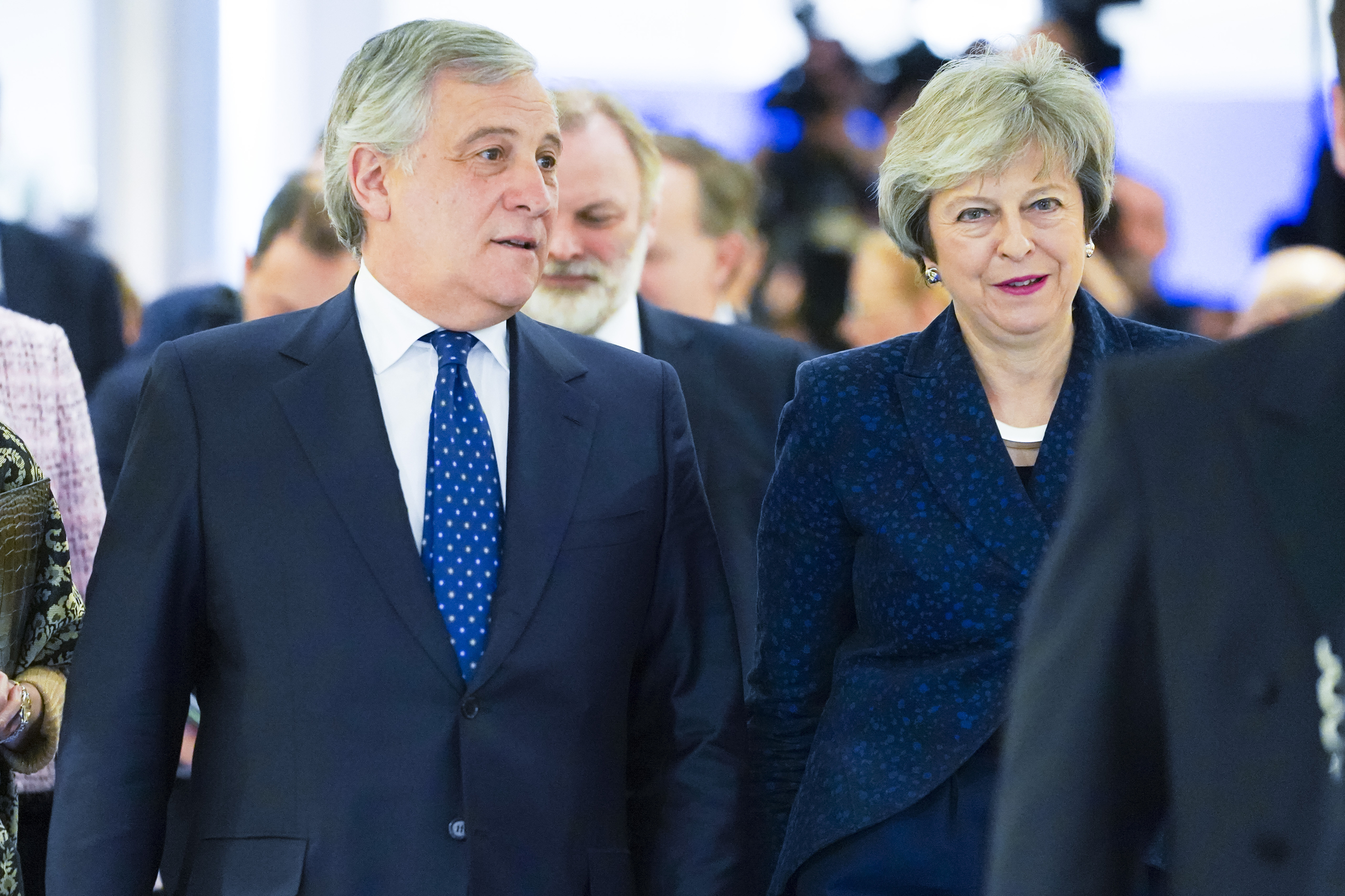
欧州議会のアントニオ・タイヤーニ議長と英国のテリーザ・メイ首相。2019年2月7日に行われた両者の会談・交渉後の写真。

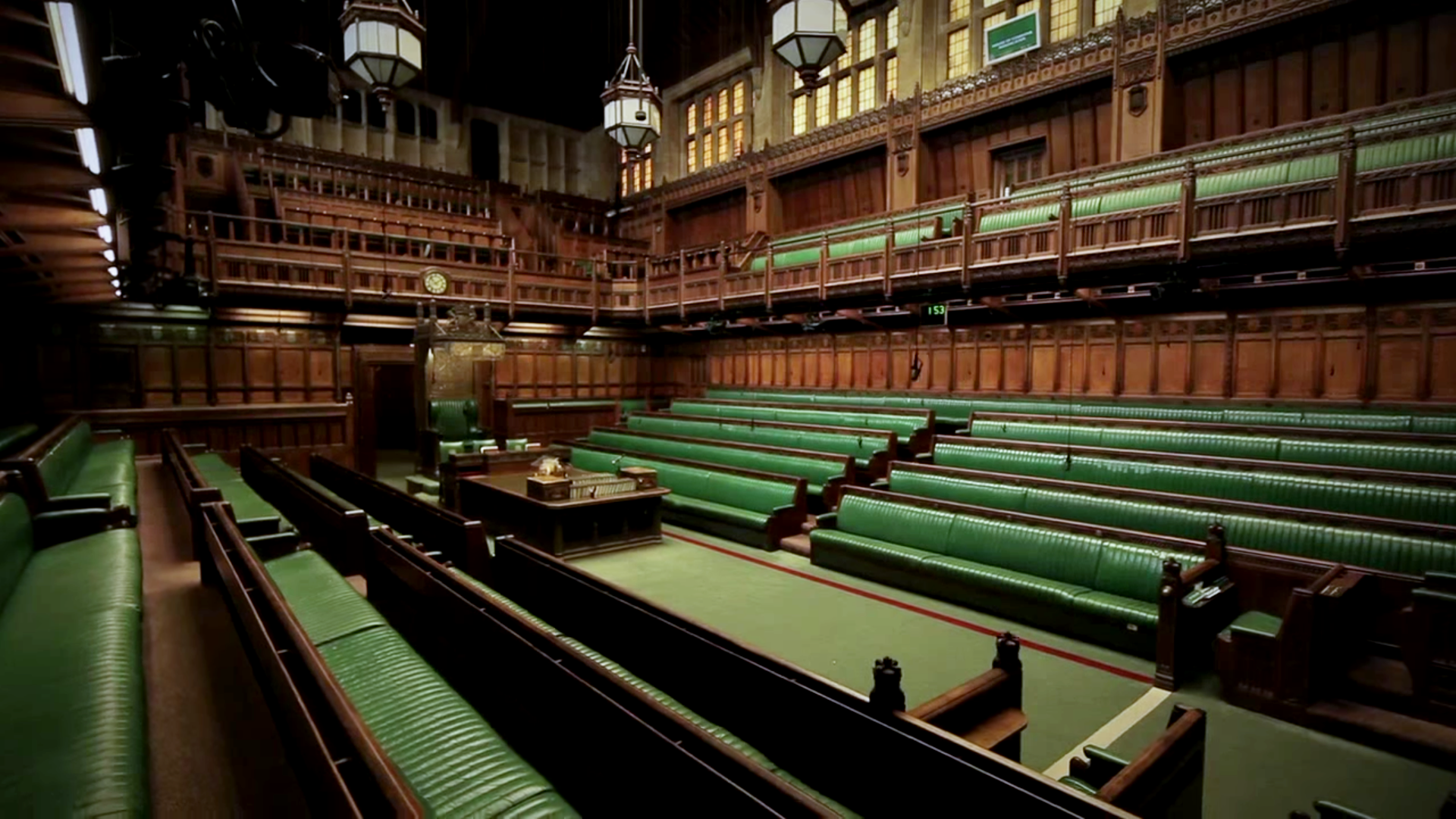
Brexitに関して英国の国会議員たちによる討議が続けられていた英国庶民院（下院）の議場。

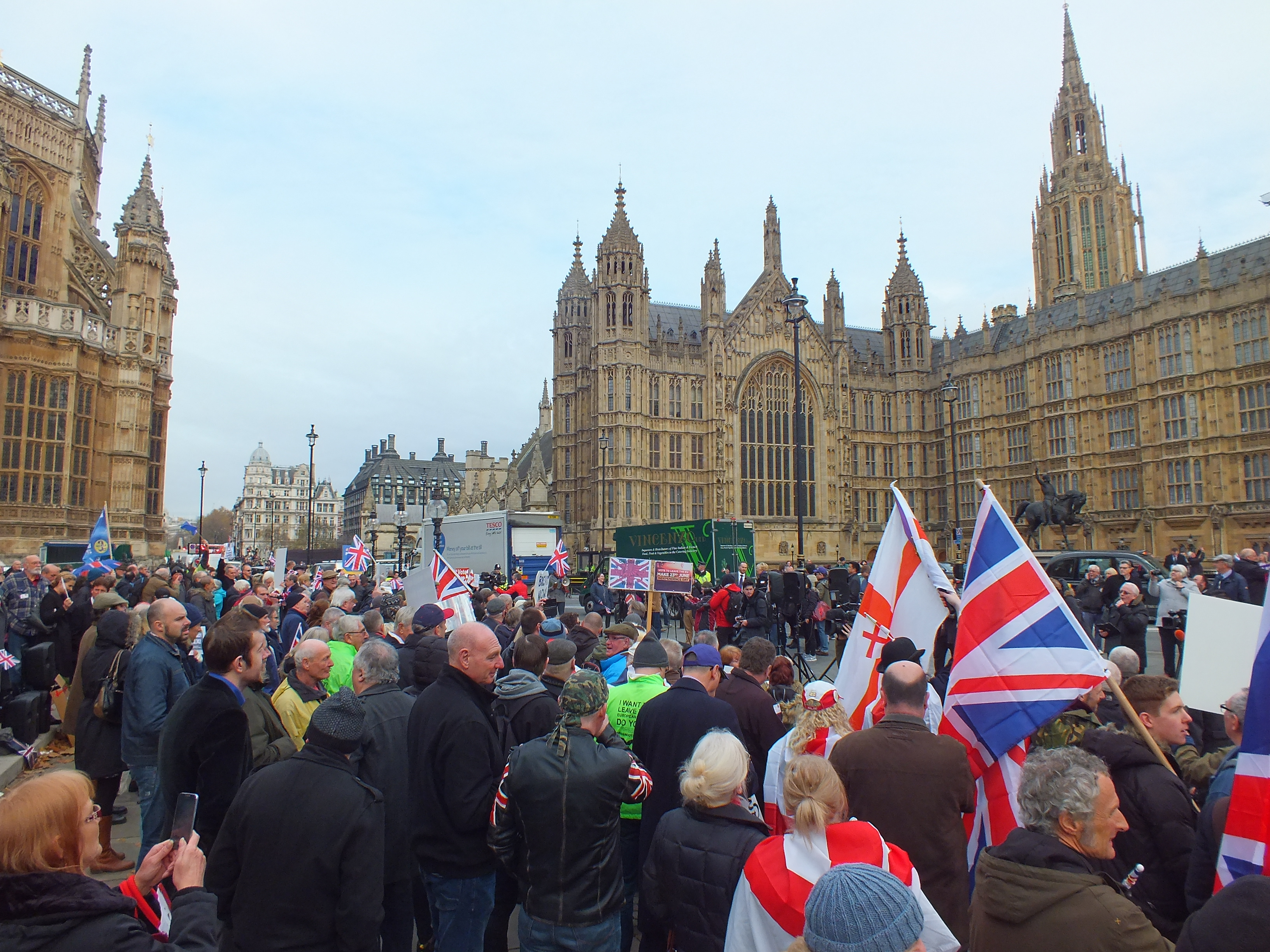
ウェストミンスター宮殿（英国国会議事堂）前でBrexit関連のデモを行う英国市民ら（2016年11月）

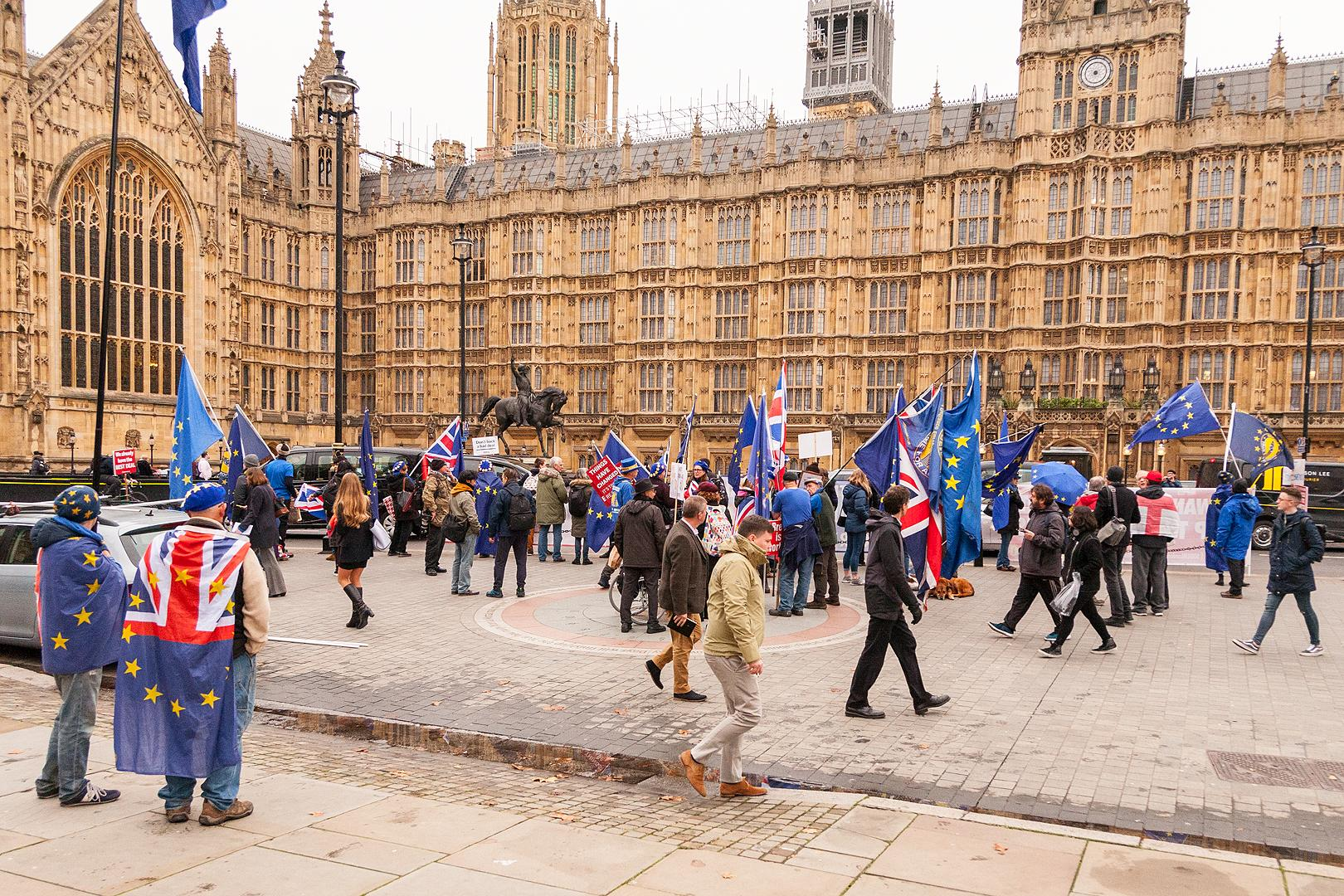
Brexitに関連して、ウェストミンスター宮殿前で、「英国はEUに残るべきだ」「Brexit反対」と主張するデモを行う英国市民ら（2018年12月4日）

イギリスの欧州連合離脱（イギリスのおうしゅうれんごうりだつ）、通称「ブレグジット」（英語: Brexit）は、イギリスが欧州連合 (EU) から離脱すること、離脱したことを指す。Brexitは "British" と "exit" の混成語である（用語解説は後述）。
2016年6月23日の国民投票の結果、投票者の51.9%がEUを離脱することを選択したことにより行われたものであり、離脱は左右両翼を跨ぐ欧州懐疑派によって主張されていた一方、親欧州派は離脱を中止しEU加盟継続することを主張していた。3度も延期されたが、2020年1月31日午後11時（GMT、EU本部のあるブリュッセルの中央ヨーロッパ時間では2020年2月1日午前0時）、イギリスは正式にEUを離脱した。更に、離脱協定によりイギリスにEU法が適用される移行期間は、2020年12月31日午後11時（GMT、EU本部のあるブリュッセルの中央ヨーロッパ時間では2021年1月1日午前0時）に終了した。

## 概略
1973年、英国はエドワード・ヒース首相の保守党政権下において欧州共同体(EC)に加盟し、1975年の国民投票によって継続的な加盟が支持された。
離脱に至った経緯
1970 - 80年代にはECからの離脱は左派によって唱えられ、1983年の左派労働党の選挙においては「完全離脱」が主張されてきた。しかし1980年代後半、欧州単一市場への重要な支持者であるにもかかわらずマーガレット・サッチャー首相（保守党）がECに対するアンビバレントな態度を見せるようになったため、離脱の意見は右派にも広がった。1990年代以降になると、今度は離脱の主張が右派から起こるようになり、保守党内での分裂は1992年の欧州連合条約（マーストリヒト条約）に対する反対へとつながった。
2010年代はじめ、イギリス独立党 (UKIP) の人気が高まり、2014年にはヨーロッパで最も成功した党となった。彼らはEU加盟継続の是非を国民に問う国民投票の支持者であり、イギリス議会に影響力を及ぼすようになった。これを受けて、デーヴィッド・キャメロン首相（保守党）は2015年の英国総選挙のキャンペーン中に国民投票を約束した。キャメロン首相は残留派だったが投票に敗北・辞任し、キャメロン政権下で内務長官を務めたテリーザ・メイが政権を引き継いだ。メイ首相は1年も経たないうちに総選挙に打って出たものの議席過半数を失い、メイ政権は北アイルランドの民主統一党によって支えられることになった。
2017年3月29日、イギリス政府はリスボン条約第50条を履行した。英国は2019年3月29日英国時間午後11時のEU離脱を予定した。メイ首相はEU離脱後、欧州単一市場またはEU関税同盟の恒久的な加盟を求めないという政府の意向を表明、欧州共同体法1972（英語版）を廃止し、既存の英国国内法に組み込むことを約束した。EUとの離脱交渉は2017年6月に正式に開始され、2018年10月までに離脱協定案を締結することを目指した。2018年6月、英国とEUは税関、付加価値税 (VAT) 、欧州原子力共同体 (Euratom) に関する合意の概要をまとめた共同進捗報告書を発表、2018年7月、内閣はチェッカーズプラン（後述参照）、英国政府による提案の概要に同意した。
2018年11月、英国政府とEUの間で合意された「離脱協定案」と「政治概要宣言」の概要が発表された。2019年1月15日、下院（定数650）はこの協定案を反対432、賛成202の圧倒的大差で否決した。これは英国史上最大票差による大敗北となった。3月12日、メイ首相はEUとの再交渉の結果をまとめた協定の修正案を下院に提出するも、反対391、賛成242の大差で否決、3月29日に差し迫る離脱期限を前にしたこの否決により、ブレグジットの混迷はひときわ尚深まった。
3月13日、法的拘束力はもたないものの「合意なき離脱 No Deal Brexit」を拒否する動議を賛成321、反対278で可決し、14日にはリスボン条約第50条を延期させる動議を賛成412、反対202で可決した。3月18日、下院議長ジョン・バーコウは1604年の前例を引用しながら、3度目の協定案の採決は許可されないという見解を示した。3月20日、欧州理事会議長ドナルド・トゥスクはメイ首相からの60日の期限延長の申し出に対し、2度にわたって否決された協定案が議会で承認された場合のみ、短い延長に応じるという 英国にとって厳しい条件を突きつけた。
3月21日、トゥスク議長は離脱協定が議会承認されれば5月22日、されなければ4月12日まで離脱期限を延長する旨でのEU側の合意があったと発表した。これにより、3月29日の英国EU離脱はなくなった。3月25日、下院は議会が離脱交渉の主導権を握る案を賛成329、反対302で可決した。首相の提示した離脱案とは別の案が模索されることになったが、メイ首相は反発し、議会と首相の歩み寄りが焦点とみられた。3月28日、議会によって提案された8案はいずれも過半数に及ばないまま否決され、メイ首相は自身の協定案が採決されれば、辞任する意向を伝えた。3月29日、「最後のチャンス」とされた3度目の離脱協定案の採択が行なわれ、反対344票、賛成286票の58票差で否決された。これにより、5月22日の離脱はなくなり、4月12日までに英国は代案をEU側に提出する必要性に迫られることとなった。4月に入りメイ首相はEUに対して離脱の再延期を要請し、4月10日、EU首脳会議で最長10月末までの離脱延期が承認された。しかしメイ首相は協定案の議会承認を果たせず退陣に追い込まれ、7月24日に離脱強硬派のボリス・ジョンソン前外相（保守党）が後任の首相に就任した。
ジョンソン首相は2019年10月末の離脱を目指し議会の長期休会や解散総選挙の提案などあらゆる方策を駆使したものの事態を打開できず、期限直前の10月28日にEUは最長2020年1月末までの離脱延期を承認した。
離脱前時点での、その影響の予測
2016年時点で経済学者はブレグジットが中長期的に英国の一人当たりの実質所得を減少させる可能性が高い、と分析した。そして、国民投票自体が英国経済を損なった、と見た。国民投票以降の影響に関する研究では、平均的な英国世帯のインフレ率上昇による年間404ポンド（およそ6万円）、およびイギリスのGDPの2 - 2.5 %の損失が示された。ブレグジットは欧州経済領域 (EEA) 諸国から英国への移民を減らすと予想され、英国の高等教育および学術研究にも課題を投げかけた。英国の「離脱清算金」の問題も生じた。イギリスとEU加盟諸国との関係、さらにイギリスとEU加盟国であるアイルランドの関係も、複雑で不透明なものになった。
英国経済への実質的な影響は「ハードブレグジット」になるのか、「ソフトブレグジット」になるのかによって異なると見られていた。（離脱前から）HM財務省（英語版）による分析では、英国の経済状態を改善すると予想されるブレグジットシナリオは存在しないことが判明していた。2018年11月の財務省の出版物は、EUに留まった場合と比較してGDPの3.9 %悪化を見積もった。

### 離脱によって現実に起きたこと
#離脱によって実際に起きた影響の節で解説。

## 用語解説
2016年6月23日の国民投票を契機にブレグジットに関連する専門用語が新たに英国で一般的に使用されるようになった。
ブレグジット - Brexit「ブレグジット」 "Brexit" （初期には "Brixit" とも）は、英国を表す形容詞 "British" と退出を意味する "exit" の混成語で、英国のEU離脱を指す用語。オックスフォード英語辞典によれば、この語が初めて使用されたのは、2012年5月15日付のピーター・ワイルディングによるブログ投稿だとされている。ギリシャがユーロ圏（さらにはEU）を離脱するという仮定の話題に言及して、2012年2月6日に初めて使用されたとされる "Grexit" （グレグジット）にたとえて造語された。なお、英国人の一部ではexitを「イクシット」と濁らず発音する者もおり、こうした人々はBrexitも「ブレクシット」と濁らず発音する。
合意なき離脱―No Deal BrexitイギリスとEUとの離脱交渉が合意に至らないまま離脱が起きること。この場合、EU加盟国としての立場から通商協定等のない第三国としての立場に移行するため、通商や市民権への影響が懸念される。→合意なきブレグジット
ブラインド/目隠しブレグジット - Blind/Blindfold Brexit英国が将来の貿易協定の条件を明確にしないままEUを離脱するというシナリオを説明するために2018年9月につくられた用語。EUと英国の交渉担当者は離脱後も2020年12月31日まで将来の貿易協定を承認しなければならず、その間英国は事実上EUの加盟国であり続けるが、議決権は持たないものとされている。
ハードブレグジットとソフトブレグジット - Hard and soft Brexit「ハード・ブレグジット」と「ソフト・ブレグジット」はいずれも、EU離脱後の英国―EU間に見込まれる将来の関係性を説明するために報道機関がよく使用している非公式の用語である。かなり混乱してしまったBrexitに関する議論を（マスコミ流に、単純化して）整理するために、「ハード / ソフト」という単純なひと組の反意語で2分類してみせた、マスコミ用語。「ハード・ブレグジット」は「ノーディール・ブレグジット(no-deal Brexit)」 のほうを指し、通例、EUとの間で（通商その他の）取り決め (deal) がほとんど、あるいは全く用意されないまま英国がEUおよび欧州単一市場を離脱することを指し、貿易は世界貿易機関 (WTO) のルールに従って行われることになり、航空安全などのサービスがEUの専門機関から提供されなくなることを意味する。「ソフト・ブレグジット」のほうは、①欧州単一市場への加盟を維持すること に加え、② 欧州経済領域 (EEA) のルールに従って少なくともいくらかは人々の自由な移動を維持することに関係する何らかの取り決め（合意内容）も包含しているようなBrexitを指す。メイ政権の白書「チェッカーズプラン」はソフト・ブレグジットのいくつかの側面を取り入れている。EEAおよびスイスとの協定は人々の完全に自由な移動を含んでおり、EU側はそれと同様の内容を完全に自由な貿易に関する英国との協定にも含めることを望んでいる。
バックストップ - Backstopベルファスト合意 (Good Friday Agreement) を危うくせず、アイルランド島にハード・ボーダー（厳格な国境管理）を再び敷かずに済むよう、北アイルランドを部分的にEU関税同盟と欧州単一市場の域内に保とうとする英国政府の提案を指す用語（アイルランド国境問題も参照）。原則としては、英国が明らかな国境管理のインフラを設けることなく、関税、物品税およびその他の規制をEUとの間で行えるような技術的方法を開発し、確立するまでの一時的な措置であるとされる。これは「南北協力の継続と新たな国境協定の防止」に関する欧州連合離脱法2018第10条に準拠するものである。
離脱派 - Brexiteer/Brexiterブレグジットの支持者は「ブレクシティア」"Brexiteers" または「ブレグジッター」"Brexiters" と呼ばれている。代替的に「リーヴァー」"Leavers" という用語もメディアで使用されている。反対語は「リメイナー」"Remainers" である。
カナダプラス - Canada Plus英国がEUを離脱し、自由貿易協定に署名するモデルを指す省略表現である。これにより、英国は非EU諸国との間で独自の通商政策を取ることができるが、英国―EU間の貿易については原産地規則協定が合意に達することが求められる。このため、欧州自由貿易連合 (EFTA) に参加するよりも「自由」ではなくなり、追加の国境管理が必要となる可能性がある点で、特にアイルランド島では論争の的となっている。カナダ―EU間での交渉はおよそ7年を要したが、英国 - EU間では既に規制基準が調整されているため、交渉期間ははるかに短縮されるだろうと離脱派は主張している。
チェッカーズプラン - Chequers planチェッカーズプラン (Chequers plan) とは、「英国と欧州連合の間の将来的な関係の枠組み」と題してチェッカーズで起草され、2018年7月12日に刊行された政府白書に対してメディアが付けた簡略な呼称。英国政府が考える、ブレグジット後のEUとの望ましい関係性について説明されている。2018年11月22日、英国政府は新たな草案を発表した。
離脱清算金 - Divorce bill英国はEUの加盟国であるうちに承認した財政的な義務への貢献を行うものと期待されるが、一方で未払いのまま離脱することも予想される。交渉の初期段階では、清算金は「単一金融決済」 (the single financial settlement) または単に「決済」 (the settlement) と呼ばれていた。とりわけメディアでは「離脱清算金」 (exit bill) または「離婚手形」 (divorce bill) とも呼ばれているが、EU側は「決算」 (settling the accounts) と言及している。メイ政権の欧州連合離脱大臣ドミニク・ラーブは、ノーディール（合意なし）での離脱シナリオとなった場合、EUへの金銭的な支払いはないと述べた。2018年11月、離脱契約による離脱清算金は総額390億ポンド（およそ5兆6000億円）になると公表されたが、さらに膨らむ可能性もある。
フレックステンション - Flextension2019年3月21日にブリュッセルで行われた会合でEU側が英国に提案した、3月29日以後も英国が継続してEU加盟国でいられる期限の延長のこと。
意味ある投票 - Meaningful vote「意味ある投票」 (meaningful vote) とは、EUとの交渉の結果に関して庶民院（議会下院）の場で討議して票決するために、欧州議会が欧州連合条約第50条2項に従ってEUを代表して離脱協定を承諾するかどうか決定を下すよりも前に、政府に動議提出の承認を手配するよう求め、欧州連合離脱法2018第13条2項に基づいて実施する投票を指す。
管理された合意なき離脱 - Managed no-deal「管理された合意なき離脱」 "Managed no-deal Brexit" または "managed no deal Brexit" とは、英国がEUと何ら離脱合意（条約締結）に至らない状態で欧州連合条約（リスボン条約）第50条に基づく離脱の通知に従ってEUを離脱する場合に求められる一連の複雑な政治的、法的および技術的決定を指して、2018年の終わり頃からよく使われるようになった用語。
ノルウェーモデルまたはノルウェープラス - Norway Model or Norway plusEUを離脱しても、欧州自由貿易連合 (EFTA) と欧州経済領域の加盟国となることで、関税同盟に加わる ("plus") 可能性を残すモデル (Norway plus) を指していう省略表現。ノルウェーモデルでは、英国は単一市場に留まることができる一方、共通漁業政策、共通農業政策および欧州司法裁判所 (ECJ) に従う必要はなくなる。英国はEFTA裁判所の対象となることによって、ECJに大きな影を落とし、大量のEU法を英国法に転換しなければならなくなり、（英国がその一部を引き受けざるを得なくなるであろう）EUのルールを形作ることにほとんど口出しできなくなる。また、英国はEUと英国の間の移動の自由を認めなくてはならず、国民投票においても重要な論点としてみられていた。
残留派 - Remainers英国のEU残留を支持する人々は、しばしば「リメイナー」"Remainers" と呼ばれる。また、残留派に対する軽蔑的な用語である「リモーナー」"Remoaners"（残留派を表す "remainer" と不平家を意味する "moaner" の混成語）は、親ブレグジットなメディアによって時々使用されている。

## 離脱に至る背景

### 歴史的経緯

1975年度と2016年度の国民投票の比較。

1951年、「インナー6」と呼ばれた欧州諸国はパリ条約に調印し、欧州石炭鉄鋼共同体 (ECSC) を設立した。1955年のメッシーナ会議でECSCが成功したと考え、概念をさらに拡張することを提案、1957年、ローマ条約が欧州経済共同体 (EEC) と欧州原子力共同体 (Euratom) 設立へとつながった。1967年、これらは欧州共同体 (EC) として知られるようになる。イギリスは1963年と1967年にECへの加入を試みたが、申請は当時のフランス大統領シャルル・ドゴールの反対によって拒否された。ドゴールがフランス大統領を辞任した後、再度イギリスは加盟を申請し、1972年、保守党のエドワード・ヒース首相時に加盟条約に署名した。同年、議会は欧州共同体法1972（ECA 1972）を可決、1973年1月1日、イギリスはデンマークとアイルランドとともにECのメンバーになった。
1974年10月、総選挙で野党労働党はEC加盟はイギリスにとって不利だとし、加盟条件を再交渉することを公約、その後新しい条件でEC残留の是非を問う国民投票を行うことを約束した。労働党は選挙に勝ち、1975年にイギリスは初の国民投票を行った。労働党内での分裂にもかかわらず、主要政党と主流メディアはECへの継続的な加盟を支持した。1975年6月5日、投票者の67.2 %、2つを除くすべての地方がEC撤退を支持しないとする結果をだした。
1983年、総選挙において労働党は国民投票なしでECから撤退することを公約して選挙戦に臨んだが、大差での敗北の後、党はその方針を変更した。1985年、サッチャー政権は国民投票なしに単一欧州議定書 （ローマ条約の最初の大きな改正）を批准した。
1990年10月、サッチャー首相の強い留保の意向にもかかわらず、閣僚からの圧力によって英国は欧州為替相場メカニズム (ERM) に加わり、ポンドはドイツマルクに対し固定された。サッチャーは、保守党の分裂が彼女の欧州懐疑主義的な傾向によって増幅されるなか、翌月首相を辞任した。1992年9月、英ポンドと伊リラが通貨投機の圧力を受けた後、イギリスとイタリアはERMからの撤退を余儀なくされた（ポンド危機）。これによりイギリスは統合通貨（ユーロ）への加入に及び腰となった。
1993年11月1日、マーストリヒト条約下において欧州共同体 (EC) は欧州連合 (EU) になった。これは組織が経済連合から政治連合へと進化したことを意味する。デンマーク、フランス、およびアイルランドは、マーストリヒト条約を批准のための国民投票を実施した。しかし憲法上の慣例、特に議会主権に従ってイギリスでの批准は国民投票による承認の対象とはならず、国民投票は行われなかった。
イギリスの憲法史学者ヴァーノン・ボグダナー（英語版）は、「国民投票を必要とする明確な憲法上の根拠」があったとした。なぜなら議員は有権者によって立法権を委任されているが、彼らにはその権力を移転する権限が与えられていない。さらに条約の批准は三大政党の宣言にあったので、批准に反対する有権者はその反対を表明する方法がなかった。ボグダナーにとって下院による条約批准は合法であるかもしれないが、正当化することはできない。それは有権者の同意を必要とする。ボグダナーは同条約の批准方法は「イギリスの政治と欧州共同体との関係の両方に根本的な影響を及ぼす可能性が高い」とした。
この民主主義の欠陥の認識は直接、国民投票党（英語版）とイギリス独立党 (UKIP) の結党へと繋がった。

### 国民投票党とイギリス独立党

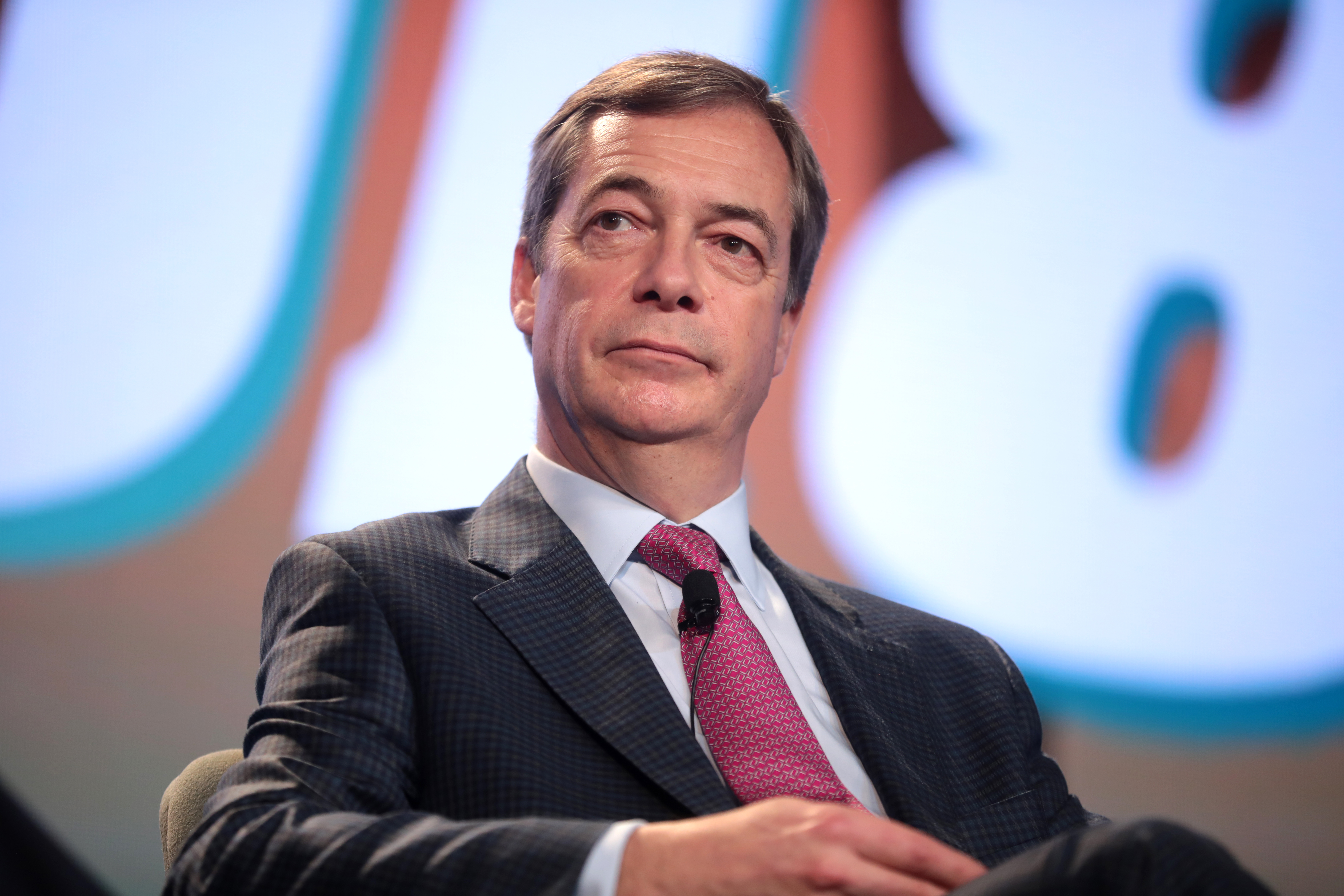
イギリス独立党党首を務めていたナイジェル・ファラージ。

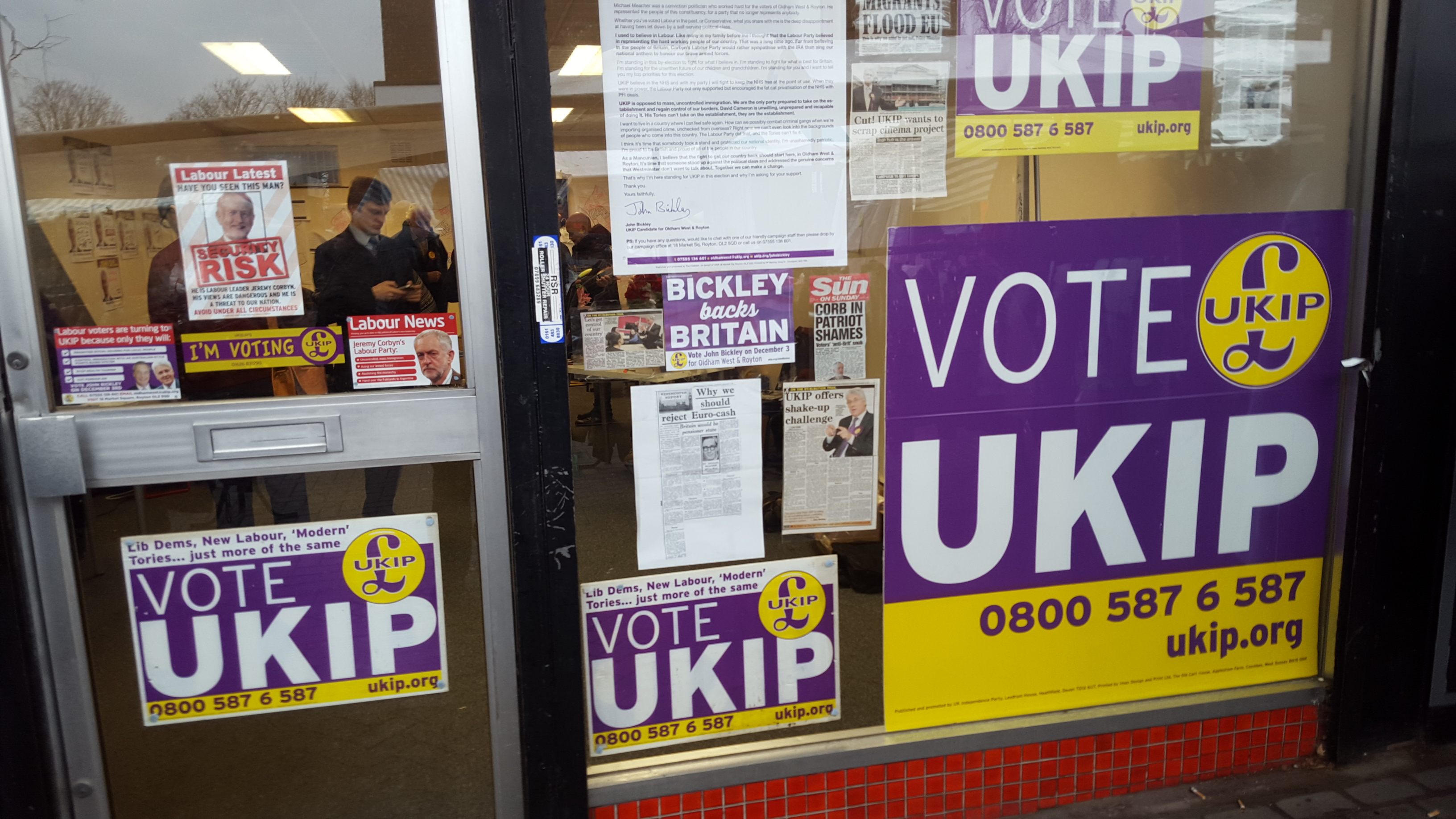
イギリス独立党(UKIP)の事務所。

1994年、ジェームズ・ゴールドスミス卿は国民投票党を結成した。党は547選挙区で候補者を集め、投票総数の2.6 %にあたる810,860票を獲得したが、投票が集中せずに全国に拡散されたために議席を獲得することには失敗した。1997年のゴールドスミス卿の死後、国民投票党は解散した。
1993年、EUからの離脱を提唱するイギリス独立党 (UKIP) が結成された。5年毎におこなわれる欧州議会選挙において、2004年イギリスで3位、2009年に2位、そして2014年には1位となり、総投票数の27.5 %を占めた。1910年の総選挙以来、労働党または保守派以外の政党が全国選挙で最大の票を獲得したのは初めてのことだった。2014年の欧州議会選挙でのイギリス独立党の成功は、2016年の国民投票における離脱キャンペーンと強い相関関係があるとされている。

### 1977 - 2015年の世論調査の推移
1977年以来、イギリスでは親EUと反EUの見解の両方が異なる時期に多数の支持を得てきている。1975年の国民投票ではイギリスの有権者の3分の2がECへの継続的な加盟を支持していた。
2016年4月に発表された統計分析の中で、ストラスクライド大学のジョン・カーティス教授は、親欧州派がEUの権限をより大きなものにしたいと考えているのに対して、欧州懐疑派はEUの権限を断ち切りたい、または減少させたいと願っていると定義した。

## 2016年の国民投票

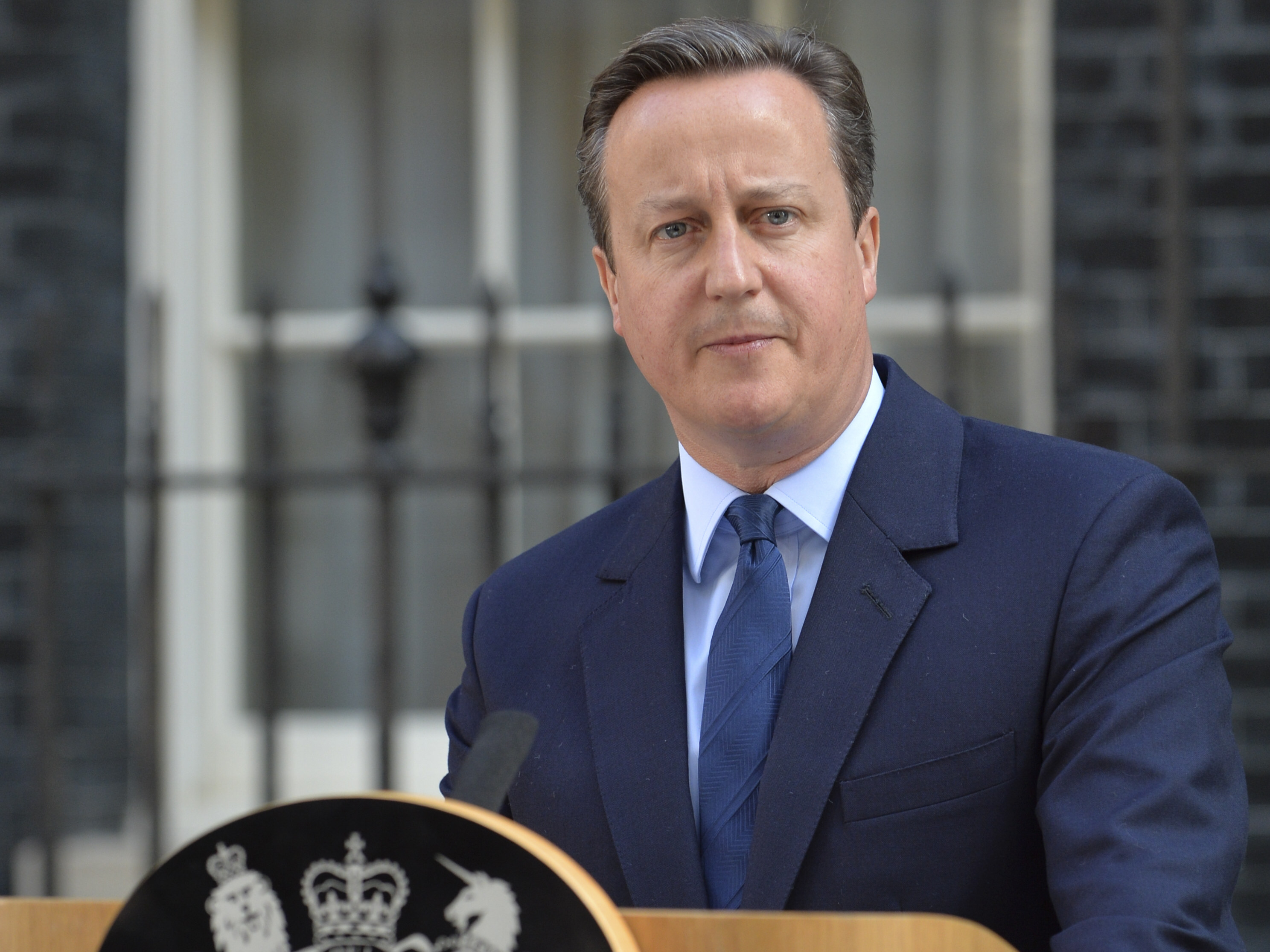
デーヴィッド・キャメロン元首相。残留派だったキャメロン元首相は国民投票ののちに辞任した。

### キャメロン首相とEUの交渉
2012年、当初、デーヴィッド・キャメロン首相は英国民投票の要請を拒否したが、その後、将来の国民投票の可能性を示唆した。BBCによれば、首相は欧州連合内での英国の再交渉された立場を確保する必要性を認め、「英国国民を全面的に支持する」が「戦術的かつ戦略的忍耐」を示す必要があると述べた。2013年1月23日、多くの議員やイギリス独立党 (UKIP) の台頭による圧力の下、キャメロン保守党政府は、もし2015年5月7日の総選挙で選出されたなら、2017年末までに国民投票をおこなう用意があると発表した。これは選挙戦での保守党の宣言にも含まれていた。結果、保守党は過半数で選挙に勝利した。その後まもなく、国民投票を可能にするための欧州連合国民投票法2015（the European Union Referendum Act 2015 ）が議会に提出された。キャメロンは改革されたEUに残ることを支持し、以下の4つのポイントについてEUと再交渉した。
1. 非ユーロ圏諸国からの単一市場の保護
2. 「赤字」の縮小
3. 「より緊密な組合」からの免除
4. EU移民の英国流入の制限[100]

2015年12月に行われた世論調査ではEU残留支持が過半数に達した。同時に調査はキャメロンが非ユーロ圏加盟国のための適切な保護措置、およびEU市民のための給付制限を交渉しなかった場合、支持が低下することを示した。再交渉の結果は2016年2月に発表された。EUからの移民に関してはいくつかの制限が合意されたが、その適用前に英国は欧州委員会と欧州理事会からの許可を得なければならなかった。
2016年2月22日、下院でのスピーチでキャメロンは2016年6月23日の国民投票日を発表し、再交渉に触れた。キャメロンは（もし離脱が決まったらならば）離脱の直後第50条の手続きを開始する意向と離脱交渉のため「2年間の期間」を有することを述べた。

### キャンペーングループ

#### 離脱派
英国のEU離脱公式キャンペーングループは「Leave.EU」と争った後「ヴォウト・リーヴ」(Vote Leave) となった。

#### 残留派
国会議員スチュアート・ローズ（英語版）が議長を務めるEU残留公式キャンペーンは「ヨーロッパの中での強いイギリス（Britain Stronger in Europe）」として、非公式には「Remain」として知られていた。

### 離脱による英国の利益

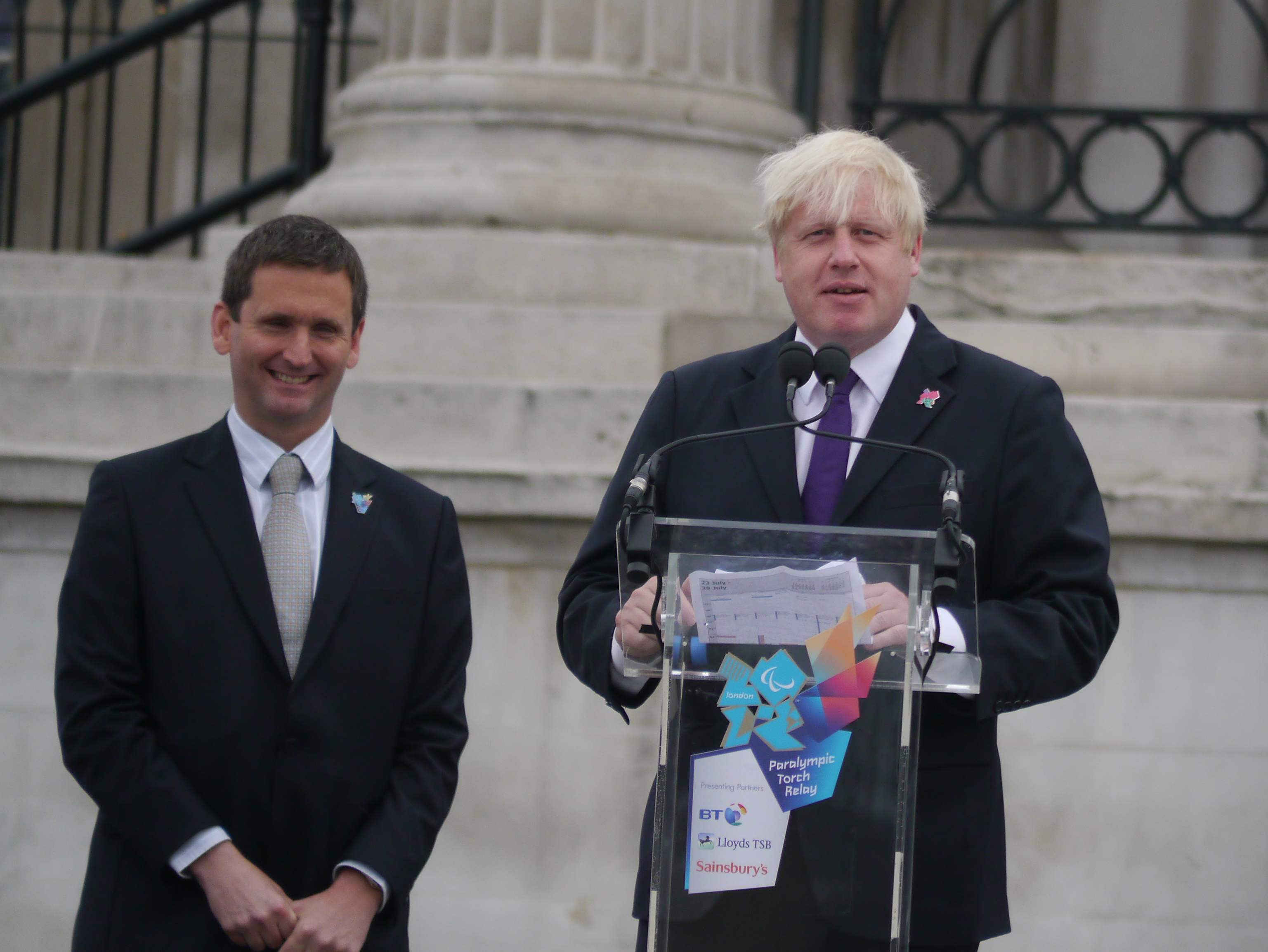
メイ内閣で外務大臣も務めていた元ロンドン市長で離脱派のボリス・ジョンソン議員（右）。

キャンペーンでは「わたしたち（英国）がEUを必要とする以上に、EUはわたしたち（英国）を必要としている」というフレーズが繰り返された。また、Vote Leaveを嚆矢とする離脱派は以下5点に代表される離脱によって受ける「英国の利益」を主張した。
1. 支出削減
2. 経済的利益
3. 自由貿易
4. テロからの保護
5. 国民保険サービスの保護

#### 支出削減
Vote Leaveは、英国がEUへ支出している公的予算の額は週あたり約350万ポンド「以上」であり、離脱は英国が「毎週新しい国民保険サービス病院を建設する」程度の金額を重要なインフラに回すことを可能にすると主張した。ウェブサイト上の声明は、「わたしたちはこの金額の半分以下しか回収出来ていない。さらに、（EU本部のある）ブリュッセルが決定し、わたしたちがそれをどのように使うかコントロールすることは出来ない」とした。

#### 経済的利益
Vote LeaveのCEOマシュー・エリオットは、離脱コストが2020年までに1,000億ポンドまたはGDPの5 %に相当する可能性があるとする英国産業連盟 (CBI) の報告を非難し、「産業連盟が離脱後のシナリオを歪めたとしても、離脱後、雇用と経済が成長し続けることを認めざるを得なくなるだろう。EUの資金提供を受けた産業連盟は、イギリスポンドを廃止し、ユーロに加わるように促した時と同じ恐怖を再現することを願っている。しかし、彼らはその時誤っていた。そして、現在なお彼らは誤り続けている」と反論した。
また、IHS Globalのレポートでは、離脱は長期的にはEUにとっても、プラスの影響を与えると推測した。「EUの長期経済への影響は、離脱によって加盟国の政治的プロセスがより均質なものとなれば、逆説的にEU経済はややプラスになる可能性がある。」

#### 自由貿易
ロンドン市長ボリス・ジョンソンは、EU離脱により英国の貿易の優位性が高まると主張した。「わたしたちが恐れなければならないのは、恐怖そのものだけだ。大きなチャンスがあると思う。自由貿易をしましょう、わたし達自身を信じましょう」と彼は訴えた。離脱派は、離脱が英国がヨーロッパやその他の国々と新らたな貿易協定を発展させることにつながると主張する。Vote Leaveは、EU加盟下において英国が「自分自身の貿易取引を交渉する」ことを許されていないとした。
「英国は現在、カナダ、オーストラリア、ニュージーランド、アメリカなどの主要同盟国、あるいはインド、中国、ブラジルなどの重要な成長国との間で貿易協定を結んでいない。（現状では）英国にとって最善の取引をする代わりに、他の27ヶ国が合意するのを待たなければならない」
さらに「EU外では、英国は世界貿易機関での独立した発言権を持つだろう」と同組織は付け加えた。

#### テロからの保護
保守党法務大臣ドミニク・ラアブは、イギリスがEU内に残ればテロ攻撃の危険にさらされると主張した。ラアブは、EU内に留まることは国に「リスクを輸入する」ようなものだとした上で、「彼らはヨーロッパに戻り、ギリシャからスウェーデンまでを自由に旅することができる。これは、明らかにパリのテロ攻撃容疑者の行動と組織化を促す要因となった・・・国境のなさが容疑者の行動をどの程度容易にしたかを正確に評価するのは時期尚早である。しかし、国境に対する国家統制を取り戻すことが、英国を将来のテロ攻撃から守るための貴重な防御ツールになることは間違いない」と述べた。

#### 国民保険サービスの保護
元労働外務大臣デイヴィッド・オーウェンは、離脱により国民保険サービス (NHS) の統制を取り戻し、「外部の競争から保護する」ことが可能になると主張した。「1992年以降のEU は、1975年の古いヨーロッパ共同体とは対照的に、わたしたちの生活の隅々にまで忍び込んでくる。今やNHSにまで侵入しつつあり、国民投票ではそれを追い出す一生に一度の機会を得ることができる。」
さらにオーウェン卿は「今こそ、EUの支配から英国を取り戻し、将来の世代のためにわたしたちの国民保険サービスを守るべき時だ。わたしたちはVote Leaveを承認する。国民保険サービスの現在の市場化に対する政治的見解が何であれ、その決定は将来的には英国議会と政権が取るべきである」と主張した。

### 米国大統領による要請表明
アメリカ合衆国大統領バラク・オバマはテレグラフ紙への寄稿で、EUを離脱しないようイギリスの有権者に要請し、「イギリスがEUを離脱の為に投票するなら、イギリスはアメリカ合衆国との新たな貿易合意を結ぶために「列の後ろに」並ぶことになる」と警告した。離脱派はCANZUK諸国・英語圏の一翼としてアメリカと有利な条件での合意ができるという青写真を描いていた。オバマの寄稿はこれを打ち砕くものであり、英国内で激しい非難と議論が巻き起こった。

### 国民投票結果

イギリス全土の地域別国民投票結果。青が離脱、黄色が残留。

結果は6月24日に発表された。51.89 %の離脱支持、48.11 %の残留支持だった。この結果により、イギリスの欧州連合からの離脱が決定した。結果は英国選挙管理委員会の国民投票結果サイトで見ることができる（外部リンク）。2回目の国民投票を求める嘆願書には400万を超える署名が集まったが、7月9日に政府によって拒絶された。

### 投票分析
エコノミスト、トーマ・サンプソンは「年配者と教育水準の低い有権者が「離脱」に投票した可能性が高い。また白人有権者の大多数が離脱を望んだが、アジア人有権者の33 %と黒人有権者の27 %のみが離脱を選んだ。投票に性差による違いはなく、男女ともに52 %が離脱に投票した。離脱は特定の政治的領域を超えた支持を得た。これは有権者が社会的に保守寄りの政治的信念を持ち、コスモポリタニズムに反対し、EUがイギリス人の生活を改善するよりも悪化させていると考えていたことと関連している」と分析を加えた。
計量経済学研究は、「第一に「教育」と程度はより少ないが「年齢」が投票行動の最も強い人口統計学的予測因子だった・・・第二に「個人」または地域レベルでの貧弱な経済は離脱への投票に関連していた・・・第三に主張では離脱の支持は「移民への反対」と強く関連しているとされるが、実際、移民とは関連していない」とした。

### 離脱政権組閣
結果が発表された後、キャメロン首相は10月までに辞任すると発表した。2016年7月13日、テリーザ・メイが首相に就任した。財務大臣だったジョージ・オズボーンはフィリップ・ハモンドに替わり、ロンドン元市長、ボリス・ジョンソンが外務・英連邦大臣に任命され、デービッド・デイビスが欧州連合離脱大臣に就任した。労働党党首のジェレミ―・コービンは国会で信頼を落とし、失われたリーダーシップへの挑戦が始まった。7月4日、イギリス独立党 (UKIP) 党首ナイジェル・ファラージは党首からの辞任を発表した。

### キャンペーン違反
国民投票キャンペーンでの違反が主張されている。
2018年5月11日、選挙管理委員会はLeave.EUに対して支出報告に関する調査をおこない、約70,000ポンドの罰金を課した。Leave.EUの共同創設者であるアロン・バンクスは調査結果を否定し、「政治的攻撃」とした上で法廷で異議を申し立てると述べている。
2018年7月、選挙管理委員会は離脱派が投票制限を超えて投票し、選挙法を破ったとした。またデジタル・文化・メディア・スポーツ省は「情報不足」と「フェイク・ニュース」に関する中間報告を発表した。ブレグジットキャンペーンの最大の寄付者であるアロン・バンクスは彼の寄付が英国国内の資金源から来たものであり、ロシア政府からの資金提供を受けていた可能性があるという委員会に対し「failed to satisfy（十分ではない）」と述べた。

## リスボン条約第50条
欧州連合 (EU) からの離脱は、リスボン条約第50条に準拠している。第50条の召喚手続き下において、加盟国は欧州理事会に通知し、EUには「離脱国とのあいだで合意交渉を締結し、EUとの将来の関係の枠組みを考慮しながら、離脱の取り決めを定める」ことが求められる。交渉期間は延長されない限り2年に限定され、その後条約の適用はされなくなる。離脱条項と第50条に基づく将来関係との並行交渉が適切なものなのか、あるいは長らく加盟国であった英国がEUとの間で将来の貿易交渉する権利を有するかについての議論があった。
国民投票法2015（英語版）では第50条の発動を明示的に要求していないが、英国政府は国民投票の結果、キャメロン首相は辞任し、次期首相が第50条を発動することになるだろうと述べた。
英国最高裁判所は、2017年1月のミラー訴訟（英語版）において政府が第50条を発動させるには議会の承認を必要とするとの判決を下した。2017年2月1日、下院は首相に第50条に基づく離脱意思を通知する法案を圧倒的多数で承認し、法案はEU離脱通知法2017(英語版）として立法された。3月28日、テリーザ・メイ首相は英国EU大使ティム・バロウによってドナルド・トゥスク欧州理事会議長に届けられる第50条発動書簡に署名した。
第50条の離脱プロセスは英国政府によって一方的にキャンセルできる可能性があると主張された。しかし欧州議会のブレグジット委員会は、EUの加盟国がEUを脅迫するためにそれを悪用する可能性があることから、その合法性にかかわらず一方的な取消しはかなりの道徳的危険をもたらすと述べた。
第50条に基づく通知の可逆性（キャンセルの可能性）は訴訟の対象であり、スコットランドの超党派の議員と良い法律プロジェクトが欧州司法裁判所 (ECJ) に持ち込んだ。英国政府はこれを最終的に英国最高裁判所でブロックしようとしたが、試みは成功しなかった。
2018年12月10日、ECJは実際に無条件かつ誠意をもって離脱をキャンセルした場合、その国は一方的にEUからの撤退を取り消すことができると判決した。しかし英国政府はその権利を行使する意図はないと対応した。

## 離脱日時
離脱交渉の両当事者は、第50条により拘束される。欧州理事会と英国の双方が2年間の期間を延長することに同意しない限り、「離脱協定の発効日から、または離脱通知の2年後」にEU条約の適用中止を明確に述べている。
離脱日時は、欧州連合離脱法2018第20条第1項で、2019年3月29日、イギリスのグリニッジ時間で23:00、ブリュッセルの中央ヨーロッパ時間で、2019年3月30日午前0時と定義されている。
しかしイギリス議会で離脱協定が承認される目処が立たず、メイ首相は2019年3月下旬に60日間の延期をEUに要請した。これを受けて3月21日、ドナルド・トゥスク欧州理事会議長は3度目の離脱協定が議会承認されれば5月22日、されなければ4月12日まで離脱期限を延長する旨でのEU側の合意があったと発表した。4月に入りメイ首相はさらなる延期を要請し、4月10日のEU首脳会議で最長10月31日までの離脱期限延期が承認された。メイ首相はなおも離脱協定の承認を得ることができず、2019年7月24日に退陣した。
後継首相となったのボリス・ジョンソン前外相は予定通り10月末の離脱を目指すと表明。しかし9月にはEUとの合意なき離脱を回避する法律が成立し（通称・ベン法）、これによって10月19日までに下院が離脱協定を承認するか、合意なき離脱を承認しない限り、首相はEUに対して離脱期限を2020年1月31日まで延期するよう要請することが義務付けられた。その後、EUとジョンソン政権は新たな離脱協定で合意したものの議会での承認は遅れ、議会承認期限の10月19日、離脱案採決は関連法案が成立した後に行うという動議が可決され、ベン法の定める期限内に下院より承認を得られなかった。これに伴ってジョンソン首相はEUに対して延期を要請する書簡を送ったものの署名はせず、同時に送った離脱延期は誤りだと記した書簡には署名するという抵抗を見せた。10月28日、EU首脳会議は最長2020年1月末までの離脱延期を承認した。
2019年12月12日の総選挙で保守党が大勝し、翌2020年1月23日にイギリスの欧州連合からの離脱を実施する法律がエリザベス女王の裁可を受けて成立しイギリス側の離脱手続きは完了。1月29日、欧州議会は離脱協定案を賛成621、反対49票で承認し、2月1日午前0時（ベルギー時間、イギリス時間1月31日23時）のEU離脱が確定した。

## 2019年3月29日周辺の動向
2019年3月29日に差し迫った離脱期限にもかかわらず「合意なし離脱」の可能性も排除しきれない先の見通せない状況から、英国国内ではさまざまな動きがでている。
英国政府は「合意なし離脱」に備えて、予測される水、食糧、医療品といった一連の基本物資の不足や混乱を抑制させるための処置として、「黄色いハンマー作戦（Operation Yellowhammer）」を立案した。5,000人と30の部署が関与する 同作戦では、最悪のシナリオ下において影響を受ける可能性のある12の「リスク領域」を特定した。また作戦にはロンドンにある英国国防省地下の核シェルターに3,500人規模の軍隊を待機させ、不測の国家非常事態に対応させるという「レッドフォルード作戦」も含まれている。国防省は燃料、食料、スペアパーツ、弾薬の貯蔵に約2700万ユーロを費やしたと推定されている。2019年1月からの離脱準備は国防省にとって「優先度が高い」と考えられており、「ノ―ディール」到来に備え、すでにいくつかの訓練を実行した。
また、離脱反対派の運動も活発さを増し、英議会ウェブサイト上でのリスボン条約第50条の取り消しを求める署名が500万人（数字は直接確認できる（外部サイト））を超えた。過去、2016年6月に同じように2度目の国民投票を求める署名が400万人を超える署名が集まったものの、自動ボットの関与が明るみにでて何千もの署名が削除されており、今回もその可能性があるという。
3月23日、100万人を超える人々が「反＝離脱」や2度目の国民投票を要求して、ロンドンの通りを行進した。ロンドン市長サディク・カーンはキャンペーン名でもある「Put it to the People」のバナーを掲げてデモに参加している自分自身のビデオをツイートした。スコットランド首相ニコラ・スタージョンも参加し、集会で演説し「絶望を感じるのは簡単だが、わたしのメッセージは希望だ」と述べた。
別のデモの参加者のひとりはツイッター上に「英国での人生のなかで最大の詐欺が犯されたので、わたしは家族、友達と行進している。経済、国際的な評判、子供たちの仕事と愛、旅行の権利、わたしがしたように27のEU諸国を越えて自由に生活することへの計り知れない損害」とつぶやいた。

### メイ首相のスピーチ
3月20日、短期間の離脱期限延長の申し出の後、メイ首相は短いスピーチをおこなった。その中で交渉の遅延は「わたしにとって大きな後悔」とした上で、わたしは国民の側にいるが、ブレクジットの事しか話さない議員にうんざりしている、今こそ議員たちの決断の時だと国会議員を非難した。この発言に対して、議員たちのメイ首相に対する非難と反発が高まった。首相は何カ月も以前から「わたしの離脱案か、もしくはノ―ディールだ」という強硬姿勢で議会にのぞんでおり、離脱プロセス全体に渡り、党派間での穏健派の合意形成よりも強硬派からの圧力を強く受けてきた。そしてそれを通じて議会で離脱協定の推進を主張したため、議員にしてみれば牽強付会な議会運営であり、さらにはその責任を転嫁された格好となった。発言は、EU側から3度目の議会承認を突きつけられるなかで、自らの議会を敵にまわす要因になるとみられている。

### 脅迫

#### 国会議員
首相のスピーチののち、英国議会の議員たちは激怒した国民からの死の脅迫や襲撃、暴力に晒されていると訴えた。とりわけ親離脱派から標的とされてきた女性議員アンナ・スーブリは緊張が高まり、身の危険を感じるため「週末、家には帰れない」と言う。労働党の議員ロイド・ラッセル・モイルは男からメガネを掴み上げられ、「裏切り者！」と呼ばれた。労働党のダイアナ・ジョンソンも「裏切り者」と糾弾され、「銃撃して、絞首刑にされろ」というメッセージを受け取った。これらの事態に対して、ポーラ・シェリフ議員は憎しみを静めるよう、メイ首相に促した。さらに下院議長ジョン・バーコウは「あなたがたは裏切り者ではありません。みなさんはそれぞれ最善を尽くしています」と述べ、議員たちを擁護した。2017年の議員への脅迫、暴行などの攻撃は142件だったが、2018年には270件に増加していた。

#### 取り消し署名立案者
また、ウェブサイト上での条約撤回を求める署名を立案した70代の一般人女性のマーガレット・アンは電話で3度死の脅迫を受け、フェイスブックのアカウントをハッキングされた。「わたしはひどいと感じました。わたしはそういったことにタフだと思っていたので、自分自身が腹立たしかった。それでも怖かった」と彼女は語った。

## EU―英国間交渉
詳細は「Brexit negotiations（英語版）」参照。
イギリスとEUの交渉担当者間の、居住権に関する交渉は2017年6月（フランスの大統領選挙と議会選挙の直後）に開始され、貿易協定に関する交渉は2017年10月（2017年ドイツ連邦議会選挙直後）に開始されることに合意した。会談の初日は2017年6月19日だった。

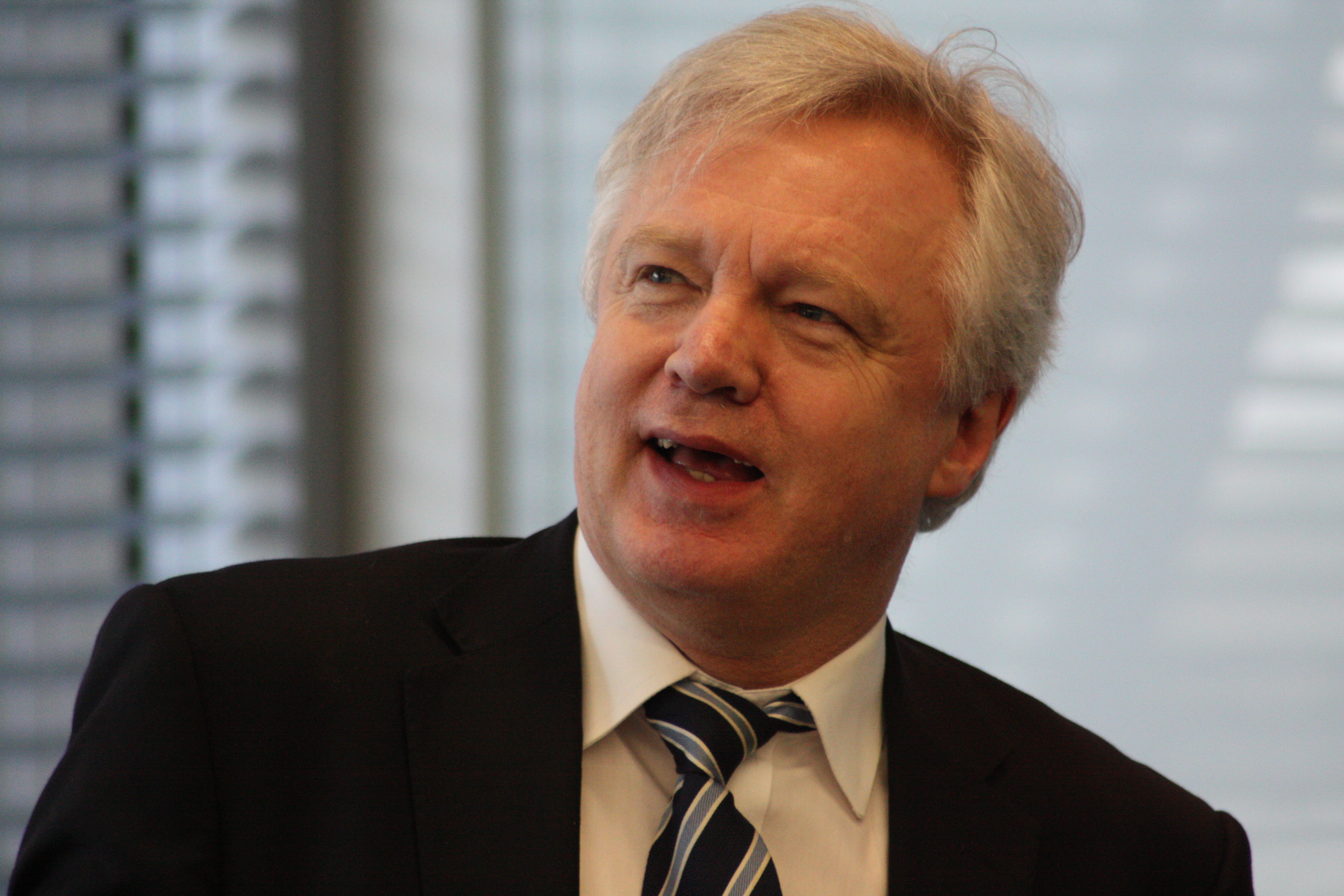
英国のデビット・ディビス離脱大臣。

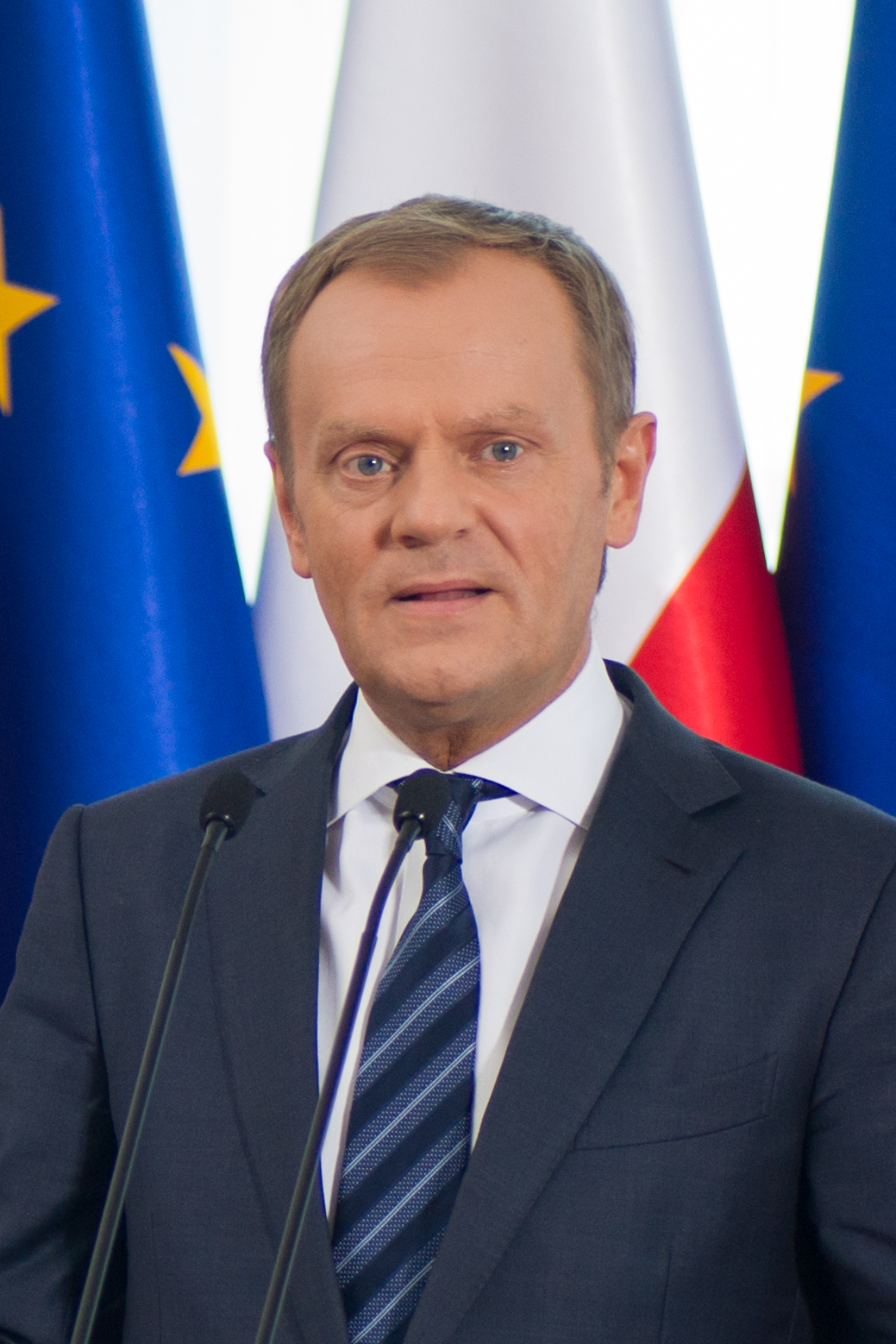
欧州理事会議長ドナルド・トゥスク。「ブレグジット推進派は地獄へおちる」といった辛口の発言でも知られている。

### 2016年からの交渉経緯

#### 第一ラウンド
2016年6月28日、ドイツのアンゲラ・メルケル首相、そして翌日、ドナルド・トゥスク欧州理事会議長は、英国が商品、資本、サービス、労働の4つの自由な移動を受け入れた場合にのみ、欧州単一市場（ESM）に留まることができると述べた。10月、英国のテリーザ・メイ首相は、英国におけるEU法管轄権の終了とヨーロッパからの自由な移動はイギリスの優先事項であり、イギリスとEUの企業はイギリスと欧州単一市場で最大の自由取引度を有していると強調した。
2016年11月、メイ首相は英国と他のEU諸国が、ブレグジット交渉中に取引されることとなった国外居住者の運命を守るため、英国に住む330万人のEU市民と大陸に住んでいる120万人の英国市民の居住権を相互に保証することを提案した。EU諸国からの承認にもかかわらず、メイの提案はトゥスク議長とメルケル首相によって阻まれた。
2017年1月、首相は12の交渉目標を提示し、英国政府が単一市場への加盟を求めないことを確認した。欧州議会首席交渉担当者ヒー・フェルホフスタットは交渉では英国による「チェリー・ピッキング（有利な条件の選りすぐり）」はあり得ないとした。
交渉の法定期間は、英国が正式に離脱を通知する書簡を提出した2017年3月29日に始まった。書簡では、英国―EU間の「深く特別な関係」を求め、合意に至らなかった場合には、世界貿易機関の条項に基づくEUと英国間の貿易および犯罪・テロとの闘いでの英国の協力の弱化につながると警告した。また同時に英国におけるEU市民の権利の早期の取り決めを優先することを提案し、英国は欧州単一市場内にかわってEUとの自由貿易協定を求めると書かれた。それに対して、メルケル首相はまず英国がEU離脱の条件を決定しない限り、EUは将来の協力について議論しないと主張した。フェルホフスタット首席交渉担当者は、安全保障とテロリズムの観点からこの手紙を「恐喝」と呼び、欧州委員会委員長ジャン＝クロード・ユンケルは英国の決定は「いつか後悔する選択」であると述べた。
2017年4月29日、フランスの大統領選挙の第1回投票直後、EU27ヶ国の首脳はドナルド・トゥスク理事長によって準備された交渉ガイドラインを受け入れた。このガイドラインでは、英国は最初に財政的約束と英国のEU市民のための利益に合意し、その後将来の関係についてのEUとの交渉を開始するという二段階交渉で臨むという見解を取っている。第1段階では、EU27ヶ国は英国に「離脱清算金」を支払うよう要求し、当初推定で520億ポンド、その後ドイツ、フランス、ポーランドからの追加の金融要求を経て920億ポンドとなった。2017年3月4日に発表された貴族院の報告によれば、交渉期間の終了時に「ノ―ディール」だった場合、英国は支払いなしで離脱することができると述べた。
2017年5月22日、欧州理事会は交渉者にブレグジット会談を開始することを承認し、交渉指令を採択した。会談初日は6月19日に行われ、デイヴィッド・デイヴィス離脱大臣とEUのミシェル・バルニエ首席交渉官は居住権の問題に優先順位をつけることで同意した。
2017年6月22日、メイ首相は合法的に英国に居住するEU市民が退去を強いられないことを保証した上で、不特定の期限で5年以上イギリスに住んでいたEU市民に対して、イギリス市民と同じ権利を享受することを申し出た。これはEU諸国に居住するイギリス人に対しても同じ権利を与えることを条件とした。6月26日、首相は提案を詳述したが、合意を促進することを拒否したEU交渉担当者から譲歩を得なかった。2017年5月に発表された交渉目的書によれば、欧州司法裁判所はEU市民に関して英国での管轄権を持ち続けることを望んでいた。

#### 第二ラウンド
2017年7月中旬、交渉の第2ラウンドが開始された。北アイルランドとの国境に関する交渉で進展が見られた。英国の交渉担当者は、「離脱清算金」の詳細な内訳を要求した。EUの交渉担当者は英国居住権の提案を批判した。デビット・ディビス離脱大臣は要求された清算金に関して実質的な支払いを約束しなかった。ミシェル・バルニエ首席交渉官は欧州司法裁判所が英国に住むEU市民の権利を継続的に管轄権を有するよう要求し、ブレグジット後の英国とEUの裁判官で構成された新しい国際機関の妥協案を却下した。
2017年8月16日、英国政府は離脱後の英国の展望について詳述した最初の文書を公開し、貿易と関税の取り決めについて議論した。8月23日、メイ首相は、2019年3月以降に予定されているBrexit移行期間が終了した時点で、英国が欧州司法裁判所の直接管轄を去ることを発表した。しかし、英国裁判所も欧州司法裁判所も、その後も互いの判決を「見守って」いくことになると見られている。8月に発表された英国政府の方針説明書では、英国およびEU内ですでに市場に出回っている商品について、追加の制限を設けないよう求めた。

#### 第三ラウンド
2017年8月28日、交渉の第3ラウンドが始まった。金融に関して意見の相違がみられた。アイルランドタイムズ紙は、イギリスの交渉担当者は加盟国と欧州議会間で合意に至った2014年から2020年の7ヶ年年次財務フレームワーク（MFF）を法的にではなく、加盟国に対する拘束力のある金融義務「計画ツール」として言及していたと説明した。英国は、MFFが様々な見出し下で支出に上限を設定し、後に各国で実質を伴う法的義務が発生したとき、年間予算プロセスにおいて徹底的に修正されると解釈していた。これはMFFを各加盟国によって合意された株式に分割することを含めた上で英国の離脱清算金を計算する欧州委員会の方法とは対照的なものだった。アイルランドとの国境に関する交渉では「突破口」があり、英国側はアイルランドとイギリスを構成するコモントラベルエリア内でのEU市民の自由な移動を保証した。
2017年9月5日、デイビス離脱大臣は、離脱に関する重要な違いはあるものの、医療サービスを利用するためのEUのイギリス人居住者の権利保護やアイルランド国境の将来などの分野で「具体的な進展」が夏のあいだになされたと述べた。一方で「離脱清算金」に対する意見の相違はそのまま残った。9月9日、欧州委員会はいくつかの交渉文書を公表した。その中には、ブレグジット後のアイルランド国境解決策を提案するのはEUの責任であるとEUが認め、宣言するものも含まれていた。この文章では「ユニーク」な解決策がここでは許容されると予想している。言い換えれば、言わば特例的なアイルランドの解決策は必ずしもEUと他のEU加盟国との関係のテンプレートとはならない事を示唆している。
2017年9月22日、メイ首相は彼女の離脱案の詳細を発表した。2年間の移行期間にわたって200億ユーロを提供し、ヨーロッパからの移民を継続的に受け入れることに加えて、「大胆な新しい安全保障関係」も提案した。科学と安全保障のプロジェクトのように、EUとイギリスの優位性に大きく影響すると考えられるプロジェクトへの「継続的な貢献」を続けるとした。彼女はまた、英国がさらなるEU統合のためのジャン＝クロード・ユンケル委員長の提案を「邪魔する」ことはないだろうとも述べた。ミシェル・バルニエ首席交渉官はメイ首相の提案を「建設的」だと歓迎したが、それはまた「有意義な進歩を遂げるため、交渉の立場に反映されなければならない」と釘を刺すことを忘れなかった。同様に、フランスのエマニュエル・マクロン大統領は、「EU市民の規制、離脱の経済的条件、およびアイルランドの問題」が英国によって「明確にされる」まで、EUが将来のEUと英国の関係について交渉を開始しないと断言した。
4回目の会談は9月25日に始まり、メイ首相が提案した移行協定について議論においてEU 27ヶ国からの指示はないとミシェル・バルニエ首席交渉官は宣言した。デイビス離脱大臣は英国は、EUとの将来の「特別なパートナーシップ」の取り引きの文脈においてのみ、EU加盟国との間で交わされた約束を尊重することができると繰り返し述べた。2017年10月9日、メイ首相はＥＵ―イギリス間での貿易協定が成立しなければ、英国はブレグジット後に「独立貿易国」として活動できると英国議会に発表した。
2017年10月19・20日の欧州理事会会議で、EU加盟国の27人の指導者たちが、英国との貿易交渉を開始するか否かを決定した。しかしデイビス離脱大臣は9月24日のドイツ選挙の直後であり、10月にこの決定を下すためにドイツの連立政権が間に合わず、12月の会議まで決定を遅らせるとした。EU側の交渉者は、国民議会がブレグジットを支持する時間を残すために2018年10月までに英国とEUの間で合意に達する必要があると述べた。
2018年6月10日、アイルランド首相レオ・バラッカーは、2018年10月のブレグジット最終合意までアイルランド国境問題を延期することにより、6月の交渉への道を切り開いた。2018年6月19日、イギリスとEUは交渉担当者レベルでの合意の概要を示す共同声明を発表した。ミシェル・バルニエ首席交渉官は交渉チームの「貢献と献身」を称賛し、税関、付加価値税、欧州原子力共同体などの議題で進展があったと述べた。2018年7月12日、メイ首相は英国とEUの将来の関係に関する白書を発表した。それは「チェッカーズプラン」とメディアで呼ばれた。2018年11月14日、内閣は会議で「EU離脱協定案」を承認した。翌日、2018年7月より離脱大臣職にあったドミニク・ラアブ、閣僚のエスター・マクベイと数人の若手閣僚が、文書の内容に不一致があるとして辞任した。2018年12月19日、EU委員会は、英国が100日以内にEUを離脱することに関して、「ノ―ディール（合意なし）」だった場合の特定の分野における緊急時対応計画を発表した。

## 欧州連合離脱法2018
2016年10月、テリーザ・メイ首相は、欧州共同体法1972（英語版）を廃止し、1972年の加盟以後EU法の下で施行されてきたすべての制定法を改正する「大廃止法案」を約束した。法案は「欧州連合離脱法案2018（英語版）」と改名され、2017年7月13日に下院に提出された。
2017年9月12日、法案は下院での2回目の票決を326票対290票の賛成多数で通過した。両院での得票の後、さらなる修正が加えられた。2018年6月26日の法案の立法化を受けて、6月29日、欧州理事会は加盟国とEU諸機関に対して、あらゆるレベルでの結果に対する準備を強化するよう呼びかけた。
この法は、2019年1月21日に終了する期限を定義し、交渉が離脱の取り決めと英国―EU間での関係の将来の枠組みの両方について、合意に達することのない場合の進路を決定する。一方で、英国―EU間における条約としての離脱協定案の将来的な批准は、現在のブレグジット交渉が完了したとき、最終的な離脱条項を承認するための別の議員立法の制定に準拠している。いずれにしても、英国がその時点で離脱協定を批准しなければ、2019年3月29日に終了する第50条で認められる交渉のための2年間の期間は変更されない。
2018年6月に法律となったこの離脱法2018では、「ノ―ディール・ブレグジット」を含む、さまざまな結果を認めている。

### 政府法案の追加
2017年3月、政府機関によって発表された報告書は「欧州連合離脱法案2018」に加えて、税関、入国管理、農業などの政策分野のギャップを埋めるため、一次および二次法規が必要になると述べた。報告書はまた、委任された立法府の役割が不明確であり、問題を引き起こす可能性があり、さらに15件もの新たな追加の離脱法案が必要とされる可能性があると述べた。

### 欧州原子力共同体（ユーラトム）
欧州原子力共同体からの撤退に関連する2017―19年の核保障措置法案は、2017年10月に国会に提出され、2018年1月に報告段階に入った。

### 投票結果支持の姿勢
テリーザ・メイ首相は、議会委員会での質問に答えて、「国民投票の結果に応じて、欧州連合を離脱する」ことが彼女の優先事項であると述べた。影のブレグジット事務官キア・スターマーは「政府は第50条発動時にも終了時にもあらためて投票することは望まない」とコメントした。メイ政権は強固に国民投票結果支持の姿勢を打ち出している。

## 投票以降の国内動向

### 選挙
英国の国民投票から2週間のちの世論調査では、オランダおよび他のヨーロッパ諸国において、欧州懐疑派への支持が低下したことが明らかになった。
2017年6月8日に総選挙が行われ、保守党はそれまで維持していた単独過半数を割り込んだものの、テリーザ・メイ首相が続投することになった。保守党、労働党、UKIPは国民投票の実施を宣言した。とりわけ労働党のマニフェストはEU移民に一方的に永住権を提供するなど、離脱交渉へのアプローチが異なっていた。自由民主党（イギリス）と緑の党は2度目の国民投票でEUに残るという提案を、スコットランド国民党は離脱交渉の結果を待ってからスコットランド独立に関する国民投票を実施するという方針を示した。2015年の総選挙と比較すると、保守党は票を獲得したが、にもかかわらず下院の議席とその過半数を失なった。労働党は票と議席を大幅にのばし、第二党としての地位を維持した。北アイルランドの民主統一党（DUP）とシン・フェイン党も議席を獲得した。票を失った党はスコットランド国民党、自由民主党、緑の党、そして特にイギリス独立党（UKIP）だった。
2017年6月26日に、保守党と民主統一党は、下院での重要な投票において保守党を支持することで合意に達した。この合意には、北アイルランドへの追加資金10億ポンドが含まれ、ブレグジットと国家安全保障への相互支援が強調され、ベルファスト合意へのコミットメントが表明された。

### 経済
国民投票の6週間後、イングランド銀行は金利を過去最低の0.25%まで引き下げることで経済への潜在的ショックを和らげようとした。量的緩和を導入し、700億ポンドの新たな資金を生み出し、それによってポンドを減価させ、商業銀行がより低い借入コストを引き継ぐよう奨励した。
2017年の大半では、インフレ率の上昇が賃金の伸びを上回り、インフレ率は3%に上昇したが、その後の1年は「賃金の圧迫」として再び後退した。2018年には賃金の上昇はインフレに追いついた。国民投票以来、絶対雇用は前例のない水準にまで継続的に上昇し、2018年初めまでの相対失業率は、記録がはじまった1975年以降最低水準（4.2%）にまで達した。
2017年のあいだ、英国は（企業買収とは異なり）海外からの格好の投資先であり、ドイツ（およそ31,000人の雇用）とフランスに先んじて、およそ50,000人の新規雇用を創出した。国民投票以来、ポンド下落の要因はブロードバンドとアメリカの投資だった。

### 移民
2018年2月に公表された2017年度6月の公式数値は、英国へのEU移民数が2014年のレベルに相当する年間約10万人に減速したことを示した。一方、非EU諸国からの移民は増加した。まとめると、英国への2つの流入は、2017年6月までの1年間で23万人の新規入国者の純移民をわずかに減少させる結果となったに過ぎない。国家統計局長は、ブレグジットがEU移民減速の要因である可能性があると示唆した。しかし同時に、ほかに理由があるかもしれないとも付け加えた。

### 英国政府の法的助言
2018年12月4日、英国政府は離脱条項の有効性についての「法的助言」を議会に提出することを拒否し、議会を軽ろんじているとされた。法的助言は、EU―英国間の国境関税に関する、北アイルランド、アイルランド共和国地域でのいわゆる「バックストップ」策の法的効力を問うものであり、北アイルランド紛争の終結へとつながったベルファスト合意を含んだ。これは具体的に、英国が離脱協定下においてEUを離れることができるかどうかについての問にも関連するものだった。
この問い―アイルランド、北アイルランドの離脱協定議定書に同意する英国の法的有効力、とりわけ主要な離脱協定第5条と第184条に関連するその法的効力とは何か？―に対して、翌日、英国政府から法的助言が発表された。
「議定書は英国とEUの両当事者に拘束力を持ち、国境と関税の問題が最終的に解決されることを期待している。しかし、議定書は交渉が明らかに決裂した場合でも存続し続ける。結論として現在の議定書は、その後の合意なしに英国が合法的に関税同盟を離脱可能とするようなメカニズムを提供していない。何年経っても、たとえ当事者間の交渉が明らかな決裂に際したとしても、将来の関係協定の見込みはない。」

### 投票の延期
2018年12月10日、メイ首相は彼女の離脱協定への下院投票を延期した。下院での敗北の可能性に直面したメイ首相にとって、この選択は英国内の保守的な後援者とEU交渉への猶予時間を与えたが、彼らはさらなる議論の深まりを拒否した。延期の決定はウェールズ労働党議員から「不信任案」という申し立ての声で迎えられた。野党労働党党首ジェレミー・コービンは、政府が「混乱」しているとその印象を語った。
保守党議員からなる「ヨーロッパ研究グループ（英語版）」の見解では、提案された離脱協定は「離脱清算金」として390億ポンドもの金額を支払い、アイルランドのバックストップを受け入れるという法的契約である。それと引き換えに、英国は拒否権のない移行期を確保し、国益を脅かす場合でもEUの新しい法律を受け入れ、取引の交渉を開始する機会を得るために束縛されることになる。さらに、それらは27のEU加盟国すべてによって合意されなければならない。
2018年12月13日、2016年の国民投票当時の英EU大使イヴァン・ロジャース卿は「EUは、アイルランドのバックストップのようにすでに合意されていることを「薬を呑ませる」ように再活性化することに賛成している」と公にコメントした。

### 離脱協定案の否決、メイの辞任とジョンソンの就任
2019年1月15日、下院はこの協定案を反対432、賛成202の歴史的な大差で否決した。その後まもなく、メイ内閣への不信任案（英語版)が野党によって提出された。これは賛成306票、反対325票により棄却された。さらに3月12日、2度目の協定修正案が提出されたが反対391、賛成242の大差で否決された。1月の投票に比べると票差は幾分縮小したが、それでも差は圧倒的なものであり、英国政府は膠着状態に陥った。

3月29日、英議会下院は、欧州連合離脱案のうち、離脱条件を定めた「離脱協定案」だけを分離して採決し、反対344、賛成286で否決した。
4月11日、EUは臨時首脳会議で、英国のEU離脱期限を10月31日まで再延期することで合意した。EU離脱の混迷の責任を取り、メイは5月24日に辞任を表明、6月7日に保守党党首を辞任した。
7月23日、保守党の党首選で、ジョンソン前外相を新党首に選出。ジョンソンはかねてからブレグジットを主張しており、あらためて、EUからの離脱を10月31日に実現する、と明言。7月24日、ジョンソンが首相に就任した。

## ジョンソン首相就任から9月末までの詳細
8月28日、新首相のジョンソンは、9月9日の週から10月13日までの約1カ月間、議会の閉会を決めた。これは離脱反対派の抵抗を封じる狙い(ただ、この時期は、主要政党の党大会が行われるため、議会休会は慣例でもあった)。
9月4日、下院は、EUからの離脱延期を政府に求める法案を賛成327、反対299で可決した。10月19日までに離脱案が英議会で承認されなければ、10月末から2020年1月末へ離脱の期限を延期するようEUに申請することを政府に義務付けるもの。これに対抗するべく、ジョンソンは、解散総選挙の動議を提出するが、賛成298、反対56で、全議員(650)の3分の2の賛成が得られず、動議は否決される。2011年議会任期固定法により、解散総選挙の動議の可決のためには、全議員の3分の2の賛成が必要である。
9月5日、ジョンソンは、「EU離脱を現在の期限である10月31日から延期するくらいなら溝でのたれ死んだ方がましだ」と発言。
9月10日、ジョンソンは、2度目の解散総選挙の動議を提出するが、賛成293で、全議員の3分の2の賛成が得られず、動議は否決される。議会は休会に入る。
9月24日、英最高裁判所は、ジョンソン首相が10月13日までの議会の閉会を決めたことについて、違法、との判決を下した。これを受け、議会は25日に再開する。

## 2019年10月以後2020年1月までの推移
2019年10月2日、政府はEU離脱の条件に関する最終提案の内容を公表。北アイルランドとアイルランド共和国の国境付近での税関検査を省略、移行期間終了後に英全体がEU関税同盟から離脱、それ以後も北アイルランドはEU単一市場に残留の余地を残すといった内容で、この案にEUや労働党は反発した。10月17日、英とEUは離脱条件で合意し、アイルランド島の国境には物理的税関などは設けない、北アイルランドはEU単一市場に部分的にとどまる、北アイルランドも含め英国はEU関税同盟から離脱、北アイルランド議会はEUルール適用を受け続けるか4年ごとに判断、アイルランド国境をめぐる「バックストップ」は削除、英とEUは関税ゼロの公正で開かれた関係構築をめざすこととなった。同日、EU首脳会議はこの離脱合意案を全会一致で承認したが、しかしこの案では北アイルランドだけ実質的にEU関税同盟に残ることとなり、英国4地域の一体性を重視する北アイルランドが地盤の民主統一党(DUP)の強い反発を呼ぶこととなった。
10月19日、下院の審議において離脱合意案を採決するはずであったが、その直前に超党派の議員が「離脱関連法が成立するまで離脱合意案の採決を保留する」という動議を提出し、採決された結果、賛成322票、反対306票で可決された。これよりに離脱合意案の採決は先送りされ、また9月4日に可決されていた「EUからの離脱延期を政府に求める法案」の条件を満たすこととなった。同日夜、ジョンソン首相はEUに10月末の離脱期日を2020年1月まで延期するよう求める書簡をEUのトゥスク大統領に送付したが、この書簡にはジョンソンの書名がなく、本意ではないことを言外に示した。と同時に、ジョンソンが送った「さらなる延期は英国とEUの利益を害する」といった旨の内容の第二の書簡には署名を入れていた。
10月22日、下院において、まずEU離脱関連法案の大枠での賛否が審議され、賛成329、反対299で可決された。合意案の内容が下院で過半数の支持を得たのはこれが初めてである。ジョンソンは24日までに離脱関連法案を成立させるべく、通常なら一か月を要するとみられる離脱関連法案の審議を三日で終わらせることを目指す「議事進行動議」を提出するが、賛成308、反対322で否決された。24日、ジョンソンは労働党に対し、書簡で、解散総選挙を提案した。
10月28日、イギリスを除くEU各国は、同国のEU離脱期限を最長で2020年1月まで延期すると決定した。その後、イギリス下院は解散総選挙の動議を採決し、賛成299、反対70で否決。多くの議員が棄権した。2011年議会任期固定法により、解散総選挙を前倒しするための動議を可決するには全議員の3分の2の賛成が必要であると定められており、解散動議は否決され、これでジョンソンが提案した3度目の解散総選挙の動議が不発となった。同日、ジョンソンはトゥスク大統領に書簡を送り、EU離脱の10月末からの延期に同意すると表明した。これでジョンソンの公約でもあった10月末の離脱はなくなった。
10月29日、ジョンソンは総選挙を12月12日に行う特例法案を提出。法案なので過半数の賛成があればよく、またイギリスでは内容が相反する法律が出てきたときは新法の規定が優先されるため、この特例法によって議会任期固定法を乗り越えることが可能であることを計算した作戦であった。この特例法案には保守党に加え、スコットランド民族党(SNP)と自由民主党が賛成を表明していたため可決は濃厚な状況で、労働党も最終的には賛成票を投じ、賛成438票、反対20票の圧倒的多数で可決された。30日、上院が特例法案を承認し、11月6日未明に下院が解散した。
12月12日に行われた総選挙では、保守党が単独過半数を超える365議席を獲得する圧勝を遂げ、逆に労働党は59議席を失い203議席という惨敗を喫した。これにより2020年1月のEU離脱が決定的なものとなった。12月20日、下院はEU離脱関連法案の骨格を、賛成358、反対234で可決し、2020年1月9日に離脱関連法案を賛成330、反対231票で可決した。その後、EU離脱関連法案は上院で一部修正が行われたため、一旦下院に差し戻されたが、下院が上院による修正を拒否することを議決したため、最終的に上院は下院が可決したEU離脱関連法案を承認した。
法案は2020年1月23日付けでエリザベス女王の裁可を受けて成立し、1月24日、イギリスとEU双方の首脳はEU離脱協定への署名を行った。

## 2020年2月以後の推移
紆余曲折を経て、離脱協定が成立し、イギリスは2020年2月1日午前0時（ベルギー時間）からEUの加盟国ではなくなった。しかし離脱協定により2020年12月31日までは移行期間としてイギリスはEUの加盟国とみなされEU法が適用され、EUが他の国と提携した国際約束（例えば、日本・EU経済連携協定）はイギリスに適用される。
移行期間は、イギリスとEUが合意すれば最大2年間延長できるとなっているがそのためには2020年6月末までに合意を行うことが必要である。しかし2020年6月12日にイギリスのゴーブ内閣府担当相は移行期間を延長しない方針をEU側に正式に通告した。
移行期間中の交渉として、EUとの包括的な自由貿易協定交渉が3月2日に開始された。3月18日の交渉会合は、同時期より流行し始めた新型コロナウイルス感染症（COVID-19）の影響で中止（延期）となり、新しい日程の設定とビデオ会議による交渉が合意された。交渉は公平な競争条件の確保などの点でイギリスとEUとの間に意見の相違があり、合意が達成されない場合のEU英国間貿易への影響を懸念する声があがっている。2020年6月15日、ジョンソン首相は、欧州理事会（EU首脳会議）のシャルル・ミシェル常任議長、欧州委員会のウルズラ・フォン・デア・ライエン委員長、欧州議会のダビド＝マリア・サッソーリ議長とビデオ通話で会談した。双方は、イギリスが移行期間を延長しないと決定したこと、移行期間は2020年12月31日に終了することを確認した。離脱協定に基づき、移行期間は2020年12月31日に終了すると続けた。その上で、双方は将来関係の協議について過去4回の交渉ラウンドを踏まえ、新たな契機が必要との認識で一致した。ジョンソン首相はこれまで、将来関係に関する大筋合意を目指した6月までに妥結のめどが立たない場合は、EUとの協議を打ち切る可能性も示唆していたが、これは回避されたが、双方の溝は埋まらない状況が続いている。
EU以外との通商協定については、イギリスは、米国、日本、オーストラリア、ニュージーランドの4カ国を交渉の優先国と方針を明らかにしており、米国との交渉は、2020年5月5日に、日本との交渉は2020年6月9日に、オーストラリア及びニュージーランドとの交渉は2020年6月17日に開始された。また、2020年6月17日に、環太平洋パートナーシップに関する包括的及び先進的な協定（CPTPP）への加盟を目指す方針を改めて表明した。
英国政府資料などを基にジェトロ作成した資料によれば、EUがFTAを締結している37カ国・経済圏のうち、韓国、モロッコ、スイスなど20カ国・経済圏とは妥結・署名済みであり、カナダ、エジプト、メキシコなど16カ国と協議中である。日本については他の36カ国・経済圏とは異なり、現行の日EU・EPAを上回る野心的な協定を掲げ、他の継承対象国とは別格の扱いとして新規に締結交渉をしている米豪NZ、CPTPPと同じくパブコメも実施している。
2020年7月21日、英紙テレグラフは、政府筋の話として、「合意は成立しないというのが英政府の前提で、ただ、EUが秋に譲歩する場合には「基本」合意は可能だとみている。」と報道した。
2020年8月7日、ロイター通信は、「ゴーブ英内閣府担当相は7日、ここ数週間でEU側に明確な姿勢変化があったため、EUとの自由貿易協定（FTA）締結を確信していると述べた。」と報道した。この報道は更に3日のロイター自身の報道を引用する形で「外交筋の話として、EUは難航している英EU離脱後交渉を進展させるために、英政府による企業への国家補助に関して、最初からEUの規則を義務付けるのではなく、将来的な順守を求める形に姿勢を軟化させる意向」とも報じている。
2020年9月7日、ジョンソン首相は難航する英国とEUの将来関係交渉について声明を発表。8日からのロンドンでの交渉第8ラウンド開始を念頭に、「EUとの交渉は最終局面に入った」とコメント。「2020年末までに施行するならば、10月15日の欧州理事会までに協定（の妥結）が必要」と交渉期限を示した。
2020年9月9日、ロイター通信は下記のように報道した。イギリス政府は、離脱協定の一部を無効化する法案を議会に提出した。離脱協定では北アイルランドとアイルランド間の国境を越えた自由な貿易が認められるが、北アイルランドと英国本土間を通過する物品に関しては検問が必要になる場合があるとしている規定に対し、輸出申告の形式や他の手続きを修正することで無効にする権限をイギリス政府に付与するものであり、EUは英国が離脱協定の修正を試みれば英国との自由貿易協定（FTA）は実現しないと警告、交渉を巡る混迷が一段と深まった。
ロイター通信が伝えた法案は、「英国国内市場法（United Kingdom Internal Market Bill）」案をであり、これに対してEU側が説明を求めてEU離脱協定を実行に移すための英国・EUの合同委員会の特別会合の開催を申し入れ、特別会合は、2020年9月10日にロンドンで開催された。欧州委員会は会合後に声明を発表し、その中で「欧州委のマレシュ・シェフチョビチ副委員長（EU機構関係・将来展望担当）は英国の法案について、現行案のまま採択されれば、離脱協定と国際法の極めて重大な違反を構成すると厳しく批判した。同法案の北アイルランド議定書に規定する通関手続きや国家補助に関する箇所の一部の規定が「国際法や他の国内法令との不一致または不適合性（inconsistency or incompatibility）にかかわらず効力を有する」と明記している。欧州委は、こうした内容が北アイルランド議定書第5条（通関手続き）と第10条（国家補助）に明白に違反するだけでなく、離脱協定本文の第4条（協定の実施方法）と第5条（信義誠実原則）にも反すると指摘した。
英国国内市場法は、離脱協定の一部を無効にする権限について、行使前に議会の承認を求めるとする修正がされ、9月29日にイギリス下院を賛成340、反対256で下院を通過した。これに対し、EUは10月1日、法的措置として、離脱協定の条項に基づきイギリスに正式通知の書簡を送付し1か月以内の回答を求めた。
2020年10月14日、ブルームバーグ通信は「英国政府はEU首脳が通商合意成立に向け最後の努力する用意があると示唆する限り、ジョンソン首相が期限に設定した10月15日を過ぎても交渉を続ける見通しだと、事情に詳しい関係者が明らかにした。」と伝えた。最終的な期限については、「双方とも10月末または11月初めを合意成立の現実的な期限と見なしていると、交渉状況に詳しい関係者らは語った。」とも伝えている。
2020年10月15日、EU理事会は声明を発表し、交渉継続の意向は示しつつ、イギリス側の譲歩の必要性を強調した。これに対し、ボリス・ジョンソン英首相は10月16日朝、声明を発表。英・EU間の自由貿易協定（FTA）不成立への備えを呼び掛ける一方、打ち切りは明言しなかった。
この状況について2020年10月20日付日経ビジネスは、慶応義塾大学の庄司克宏教授へのインタビューとして「これはブラフ。11月上旬までに何らかの妥協が成立する」と報じた。庄司克宏教授は、理由として 1 イギリスは、新型コロナウイルス感染拡大の影響を、大きく受けており、ノーディール離脱の影響を背負うのは現実的でない 2 スコットランド独立運動の激化をまねく 3 北アイルランド紛争の再燃を招く 4 金融サービスをめぐる同等性の付与 5 個人情報の保護の十分性の承認の5の理由で、イギリスは妥結をする必要があるとしている。この4と5はイギリスの金融機関がEUにおいて離脱後も十分な業務を行うために不可欠であり、これを認めるかはEUが一方的に決めることができので（これを「隠し玉」と表現している）、イギリスは妥協せざるを得ないと考えるとしている。
2020年10月21日、ロイター通信は、20日にビデオ会議方式で実施されたアトランティク・フューチャー・フォーラムにおける発言として、「ライトハイザー米通商代表が、米英自由貿易協定（FTA）交渉について、近いうちに合意できるとの見方を示した」と報道した。
イギリス政府は10月21日午後、EUとの将来関係に関する交渉を再開すると発表し、再開決定後の最初の交渉は、22日から25日までロンドンで行われる。当初19日から行われる予定であったが、イギリス政府は欧州理事会の結論は不十分と判断し、EU交渉団の受け入れを留保していたものである。21日にイギリスとEUの首席交渉官による電話協議で、イギリスが、交渉再開の条件のひとつに位置付けていた双方の協定条文案に基づき交渉を行うことなど10項目の基本原則に合意し協議再開となった。
11月9日、イギリス議会上院は、イギリス国内市場法に関し、北アイルランドの扱いでイギリス政府にEUとの離脱協定に違反する権限を与える規定を削除する案を可決した。法案はふたたび下院で審議されるが、北アイルランドの国境問題を巡りEUとの合意がまとまれば、離脱協定に反する規定自体が必要なくなるとの見方もあり自体は流動的となっている。
11月17日、ブルームバーグ通信は、英大衆紙サンが情報源を明らかにせずに報じたとして「イギリスのEU離脱後のFTAの交渉責任者を務めるデービッド・フロスト氏は、24日にも妥結の可能性がある「着地点」が見つかったとして、EUとの来週初めの合意に備えるようジョンソン首相に伝えた」と報道した。
12月8日、イギリス政府は、アイルランドと英領北アイルランドの国境管理についてEUと合意したと発表し、これを受けてEUとの離脱協定違反を可能にする法案の条項を撤回すると述べた。
12月9日、ロイター通信は、英政府関係筋が明らかにしたとして、『難航している英国と欧州連合（EU）の通商協議を巡り、ジョンソン英首相とフォンデアライエン欧州委員長は9日、双方には依然として「極めて大きな溝」があるとの認識で一致。「確固とした決定」を13日まで持ち越すことで合意した。』と伝えた。
12月13日、ロイター通信は、『英国と欧州連合（EU）は13日、通商協議の合意期限としていたこの日以降も交渉を継続することで合意した。』と伝えた。
12月24日、年末に移行期間が終了する1週間前になりようやく通商協定の合意は、合意された。
12月29日、EU理事会は書面手続により、協定の署名と2021年1月1日からの暫定適用に関する決定を採択した。
12月30日、EUのウルズラ・フォンデアライエン欧州委員長と欧州理事会のシャルル・ミシェル常任議長（EU大統領）は、ブラッセルで通商協定に署名した。協定は、イギリス空軍の戦闘機でロンドンに送られ、続いてボリス・ジョンソンイギリス首相が署名した。
12月30日、英国において協定の実施のため必要な立法措置として2020年欧州連合（将来の関係）法を議会に提出した。法案は、午後2時55分に庶民院を賛成521、反対73で通過、貴族院においては午後11時34分に通過した。法案は、12月31日午前0時30分に女王の承認がされ成立した。
12月31日、EUは、EU官報L444に12月29日に行われた協定の署名に関する決定及び協定条文を掲載し、2021年1月1日のEU官報L1で暫定的適用に必要な手続きが完了して2021年1月1日から暫定適用されると公表した。
協定の暫定適用は別途合意されない限り2021年2月28日までとなっていたが、通商・協力協定の下に設置された両者の「パートナーシップ協議会（Partnership Council）」の決定として、暫定適用を4月30日まで延長することとなった。欧州委員会のマレシュ・シェフチョビチ副委員長（EU機構関係・将来予測担当）は2月23日の声明で、延長の理由について、TCA協定全文をEUの24公式言語に翻訳するための十分な時間を確保するためと説明している。
またEU理事会は2月26日、欧州議会に対して通商・協力協定への「同意（Consent）」を与えるよう要請した。今回の理事会による欧州議会への同意要請は、EUにおける通商協定の公式な承認手続きの一部であり、欧州議会は要請に基づき、本会議において協定の採決を行い、過半数の賛成を得られれば同意が成立する。議会は、協定の内容を修正することはできない。議会の同意と、公式言語への翻訳が完了した上で、EU理事会が改めて最終的に協定の承認を決定することによって、ようやくEU側の批准が終了し、正式に発効する。
4月28日、欧州議会は賛成578、反対51、棄権68で通商・協力協定に同意し、4月29日、EU理事会が最終的に協定の承認を決定した。4月30日、EUは、EU官報L149にEU理事会の最終的な協定の承認決定（EU理事会決定2021/689号、協定の条文及び協定が2021年5月1日に発効する旨の告示を掲載した。

## 予測：想定された英国国内への影響、および影響予測
この節では離脱前に人々が想定していた影響や、予測していた影響について説明する（あくまで人々の予測、未来予測、人々の心や頭脳にあったことである）。離脱後に実際に起きた影響、つまり現実については#離脱によって実際に起きた影響の節で説明する。（なお予測というのは一般的に、当たる部分とハズレる部分があるものだが）ブレグジットの予測に関しても当たった部分とハズレた部分がある。なお人々というのは一般に、実際にものごとが起きる前から予測で行動やものごとへの対策を開始するので、ブレグジット手続きが完了する前から実際の影響は出始めた。いずれにせよ、ただの予測（や論戦、分析合戦）ではなく、すでに現実に起きた影響については、#離脱によって実際に起きた影響の節で説明することにする。
英EU離脱省(DExEU)は、英国の58の産業への経済的影響に関する報告を作成した。労働党は報告の詳細について自由な情報公開を要求した、しかし離脱省は情報公表は政策形成を損なう可能性があり、「安全な場所」で政策決定をおこなう必要があるとした。2017年11月1日、労働党は下院で「humble address」として知られる稀にしか使われることのない動議を発動し、情報公開を求めた。動議は全会一致で可決された。
下院院内総務アンドレア・レッドサムは、離脱交渉を害することなく情報を公表する方法を大臣が決定するには、今しばらく時間がかかると述べた。

### 移民

#### 短期的な影響
2017年3月の公式な数字によると、EUからのイギリスへの移民は引き続き増加を続けているものの、英国外への移民と国内への移民の差（「純移住」）は過去3年間で最低となった。国民保険サービス（NHS）に登録されたEU看護師の数は2016年7月の1,304人から、2017年4月には46人に減少した。

#### 長期的な影響予測
監査法人KPMGは、英国内2,000人のEU労働者を対象とした2017年の調査に基づいて、英国で働く約100万人のEU市民はイギリスでの将来の生活がどうなるかわからないと見ていると推測している。キング・カレッジ・ロンドンのエコノミスト、ジュゼッペ・フォルテとジョナサン・ポーツは2017年の論文のなかで、「将来の移民の流れはマクロ経済他の要因によって引き起こされる一方、ブレグジットと自由な移動の終わりは欧州経済領域から英国への移民の大幅な減少をもたらすだろう」と主張した。
2016年のポーツの調査は「離脱後の英国の入国管理政策の選択肢は依然として幅広い。しかし、もっとも妥当な結論としてはビジネス規制上の負担の増加がもたらされるだろう。未熟練労働者および熟練労働者のフローの減少、そして違法労働の増加。政策立案者にとって重要な問題は、EU加盟国に対抗することなく、統制の強化に対する国内の政治的要求に取り組む一方で、これらの悪影響を最小限に抑える方法だが、これは簡単なことではないだろう」と書いた。移民政策研究所のサマービルは、「政策と経済的確実性がない状態で、将来の移住レベルを予測することは不可能」とした上で、「英国はEUと非EU諸国から年間50万人以上の移民を受け入れ続けるだろう」と推定した。
欧州経済領域から移民の減少は特に英国の医療部門に悪影響を及ぼす可能性がある。ニューヨークタイムズ紙によると、ブレグジットはすでに慢性的な人員不足に苦しんでいる国民保険サービス（NHS）にとって、ヨーロッパの他の国々から看護師、助産師、および医師を採用することをより困難かつ高コストにすることは「確か」だとした。

### 経済

#### 直接的な影響
国民投票以来、英国内での実際的な影響に関する研究によれば、国民投票の結果が英国のインフレ率を1.7パーセントポイント押し上げた。これは平均英国世帯の年間費用404ポンドにあたる。別の調査では、2018年9月までの国民投票の経済コストはすでにGDPの2%にあたることがわかった。シンクタンク、欧州改革センターによる2018年9月の分析によると、損失はGDPの2.5%にのぼることが示された。
別の分析は、離脱国民投票がのちに続く2年間の貿易額の減少を引き起こすことを指摘した。Financial Timesによると、国民投票結果、2017年12月までに英国の国民所得は0.6% - 1.3%減少した。2017年8月、カリフォルニア大学バークレー校のエコノミスト、バリー・エイチェングリーンはイギリスの消費マインドが冷え込み、消費者の支出が過去4年間で最低水準にまで落ち込んでおり、国民投票による将来への不確実性の悪影響があらわれていると述べた。2017年11月、ヨーロッパ銀行は国民投票後12ヶ月間で英国関連の資産を3,500億ユーロ削減し、2019年3月の離脱期限より前にこのトレンドが拡大するとの予想を報告した。
スタンフォード大学とノッティンガム大学のエコノミストによる分析では、ブレグジットの不確実性が企業による投資を約6%減少させ、雇用を1.5%減少させたと推定している。ケンブリッジ大学のエコノミストによる2019年の分析は、国民投票の結果生じたイギリスの将来の貿易政策に関する不確実性が、離脱投票以後のイギリスの国際貿易活動を後退させたとした。また、2019年の分析は、英国の企業の国民投票後に欧州連合へのオフショアリングを大幅に増加させたが、欧州の企業は英国への新規投資を削減させたとの結果を発表した。

#### 短期的な影響予測
国民投票後、イングランド銀行および他の銀行による短期的なマクロ経済予測を発表した。予測では、国民投票の結果は金融市場とビジネスに不確実性をもたらし、消費者の信頼を低下させる可能性があるとしている。
オックスフォード大学の経済学者、サイモン・レン・ルイスは「短期のマクロ経済予測は非常に信頼性が低い」と言う。その一方で、ルイスは離脱の影響に関する長期予測には強力な経験的根拠があると指摘する。カリフォルニア大学バークレー校の経済学者バリー・エイチェングリーンはエコノミストは「いつ、なぜ不確実性が生じるのかを確実に予測することにほとんど成功していない」と書き、キングス・カレッジ・ロンドンの経済学者ジョナサンポーツは「短期的な経済予測は非常に信頼できない」とした。彼は短期の経済予測と天気予報を比較し、長期の経済予測と気候予測とを比較した。

#### 長期的な影響予測
経済学者のあいだでは、離脱は中長期的に英国経済に悪影響を与えるという圧倒的な意見の一致がある。2016年に行われた経済学者への調査は、離脱が英国の1人当たりの実質所得水準を低下させる可能性が高いことを示した。2017年の調査では、「長期的に見れば、離脱は貿易、海外直接投資、および移民に対する新たな障壁を生み出すことになるため、1人当たりの英国人所得1 - 10%間の範囲で英国をより貧しくするだろう」との合意に至った。もっとも、これら予測は英国が（例えば欧州経済領域に加盟することによって）欧州単一市場に留まるのか、EUと自由貿易協定を締結するのか、あるいは世界貿易機関の貿易ルールに戻るのかによっても異なる。2018年1月、英国政府の離脱分析が漏洩した。分析では、英国の経済成長は、離脱シナリオにもよるものの、離脱後少なくとも15年間は2 - 8%の割合で成長が妨げることが予想されていた。英国財務省を含むほとんどのエコノミストは、EU加盟は貿易に強いプラスの影響を及ぼしており、離脱すれば貿易は悪化するだろうと主張している。ケンブリッジ大学のエコノミストのグループによると、英国がWTOの貿易ルールにくわわる「ハード・ブレグジット」だった場合、EUへの英国からの輸出の3分の1は関税がかからないが、4分の1は高い貿易障壁に直面し、その他の輸出は1 - 10%の範囲での関税リスクに直面すると予測した。
2010年のデータに基づく2017年の調査では、「ほとんどすべての英国の地域が他国の地域よりもシステム的に離脱に対して脆弱であることがわかった。イギリスとの長年の貿易統合により、アイルランド地域は「離脱リスク」にさらされるレベルが高く、イギリスやスコットランド北部など、レベルの低い他の地域もその脆弱さは同様である。一方、EU内で最もリスクにさらされる地域は南ドイツにあるものの、そのリスクレベルは通常イギリスやアイルランドの半分であり、高リスクレベルの3分の1はイギリスの地域で占められている。ヨーロッパ北西部では高い離脱のリスクレベルの地域もあるが、南ヨーロッパと東ヨーロッパは、少なくとも貿易に関しては離脱の影響をほとんど受けない。全体的に見れば、英国は他のEU諸国よりもはるかに離脱リスクにさらされている」とした。
国民投票の後、財政研究所は報告書のなかで、「イギリスが単一市場のメンバーシップを維持しなければ、新しい貿易取引では違いを補うことが出来ず、経済成長の低下により700億ポンド失うだろう」と警告した。とりわけ影響が大きい分野の1つは金融サービスであり、これは金融商品がEUの「パスポート」によって支えられていることに因る。ここには間接的に年間71,000人の雇用と100億ポンドの税金が含まれている。また一部銀行は英国外に事業を移転する計画を発表した。オックスフォード大学教授ジョン・アーマーは、「英国が単一市場に留まる「ソフト・ブレグジット」は、金融サービス会社が規制上のパスポートの権利を持つことを可能とするので、他のものよりもリスクの低い選択肢となる」とした。
一方で、2017年の研究は、「既存の文献を使用した成長と賃金への影響の経験的な推定」に基づいて、離脱は一人当たりGDPと低技能サービスの賃金にわずかにプラスの影響を与える」と主張した。貿易と外国投資の変化が入国管理とどのように相互作用するかは不透明だが、これらの変化は重要な意味をもつ可能性がある。イングランド銀行元総裁マーヴィン・キングは、EUを離脱に関する経済的な警告は誇張されており、英国はより多くの機会を得るために単一市場と関税同盟を離れるべきであると述べた。

#### 金融部門
カリフォルニア大学バークレー校の経済学者バリー・エイチェングリーンによると、ロンドンの国際金融センターとしての将来は、英国が英国の銀行に対するパスポートの権利を欧州連合から取得できるかどうかにかかっている。英国にある銀行がパスポートの権利を取得できない場合、彼らはEU内の金融センターに移転するという強いインセンティブがあるとした。
2020年に離脱協定を結んだがイギリスはパスポートの権利を得ることは出来ず個別の事案がEUのルールと同等であると判断された場合にのみ市場にアクセス出来ることなった。イギリスの金融機関は人員と資産をイギリスからEU移動させた。

#### 欧州医薬品庁・欧州銀行監督局
離脱は現在ロンドンを拠点としている欧州医薬品庁および欧州銀行監督局のオフィスとスタッフの移転を要求している。これらの機関は合わせて1,000人以上の従業員を雇用し、それぞれアムステルダムとパリに移転する予定である。またEUはユーロ建て取引の清算をユーロ圏の管轄区域に制限することを検討しており、これがロンドンのこの分野における優位性を終わらせることになる。

### エネルギー
エクセター大学とチャタムハウスの研究者による2017年の調査によれば、英国が欧州のエネルギー市場に統合されることにはさまざまな利点がある。
研究は、「英国がより統合される欧州の電力市場の経済的利益を享受したいのであれば、欧州の法律は現在起草されており、EUレベルでまとめられた法律や規制を受け入れることにより自治を放棄する必要があるだけでなく、その意思決定プロセスで発言権の多くを失い、事実上規制をつくる側ではなく、規制を受ける側に回ることになる」と述べた。

### 漁業

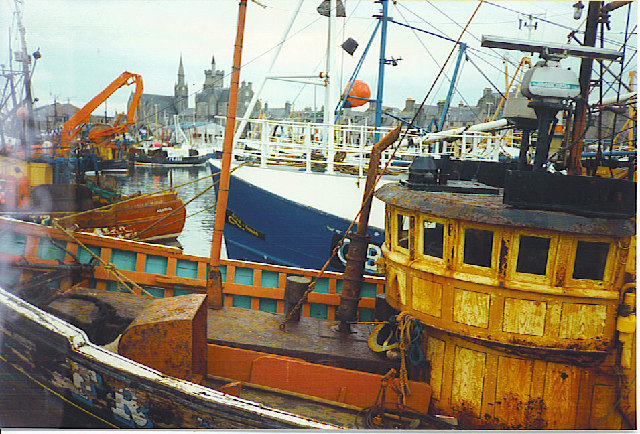
イギリスの漁船。

EU漁船団は年間約600万トンの魚を水揚げし、そのうち約300万トンは英国の周辺水域からのものとなっている。このうち英国は75万トンにすぎない。この割合は、1964年のロンドン漁業条約およびEUの共同漁業政策によって決定されている。英国政府は2017年7月、2019年に1964年からのこれら慣習を終了すると発表した。英国の水域へのアクセスの喪失は特にアイルランドの漁業に影響を及ぼす。そこでの漁獲量は全体の3分の1にものぼる。
ヴァーヘニンゲン大学研究者の分析によれば、「離脱によって、英国は海産物の大部分の輸入を余儀なくされるため、消費者価格を上げることになる。英国の漁師はより多くの魚をとることができるが、水揚げする魚の価格は下落する。その結果、英国とEUの消費者と漁業の双方が「負け―負け状態（lose-lose situation）」となることが判明した。
2018年の調査によれば、「ブレグジットはヨーロッパの漁業管理の安定に大きな課題を投げかけている。これまで近隣のEU加盟国はイギリス周辺の海の生物資源の恵みを共有してきた。英国の排他的経済水域は長年の関係を切断し、共有魚種資源の回復と将来の持続可能性を危険にさらす可能性がある」とした。

### 高等教育および学術研究
オックスフォード大学名誉教授ケン・メイヒューによる2016年の調査によれば、ブレグジットは高等教育に対して次のような脅威をもたらす。
「EUの財源からの研究資金の喪失、他のEU諸国からの学生の喪失、EU諸国からの学術スタッフ採用への影響、および英国の学生の海外留学への影響」
英国の大学は支出よりも10%強多くの研究資金をEUから享受している。大学を含むEUからの純受益者への資金は、2016年8月に英国政府によって保証されることになった。資金調達発表前、新聞の調査は（英国の）資金調達の不確実性のため、研究プロジェクトがイギリスの研究者を含めることに消極的になっていると報告した。
現在、イギリスはEUの研究組織の一部であり、イギリスはそのメンバーに残りたいと思う可能性もある。

### スコットランドの反応

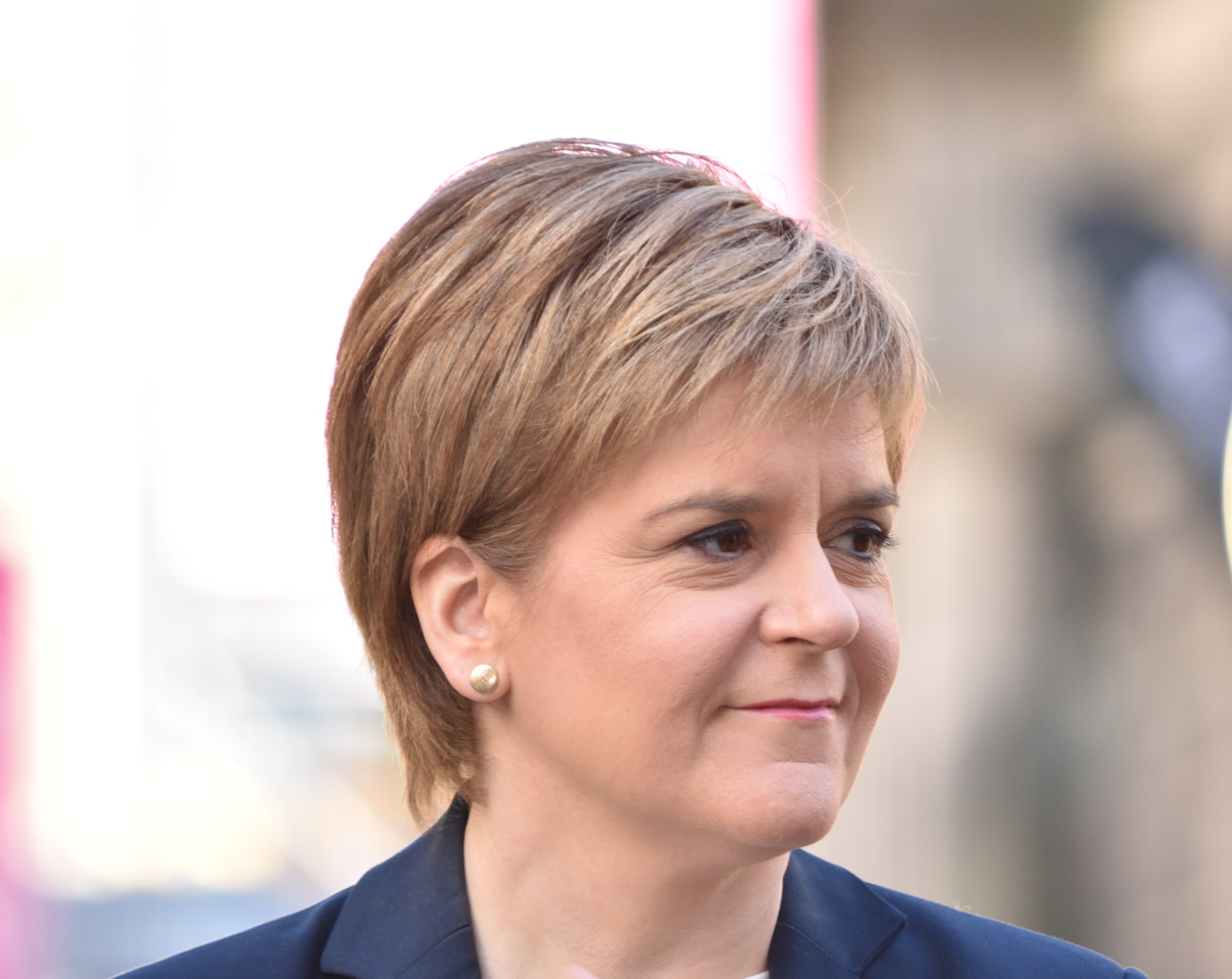
スコットランドのニコラ・スタージョン首相。イギリスがEUから独立したいのと同様、スコットランドがUK（イギリス）から独立したい、という欲求はくすぶり続けている。

2016年6月の国民投票では、英国全体で「離脱票」が52%で多数派だったのに対し、スコットランドでは62%が「残留」を支持していた。スコットランド多数派の「残留」支持とイングランドの「離脱」支持は民意として相対するものとなった。国民投票の結果を踏まえ、スコットランドのニコラ・スタージョン自治政府首相は「スコットランドの未来はEUの一部となることだ」と発言し、英国からの独立をあらためて目指す可能性を示唆した。スタージョンは「スコットランドは62%がEU残留に投票した。明確かつ断固とした答えだ」と語った。
スコットランド人の多数派にとっては、彼らにとって傲慢に映るイングランド人に振り回され、自らの意にそぐわない欧州離脱を強要されるなら、離脱を機に英国という国家体制から独立し、独立国としてEUに加盟、そのメリットを享受しつつ、国家運営をした方が得策だとされる。
2017年3月、スコットランド国民党とニコラ・スタージョン首相は、2018年または2019年（イギリスのEU離脱前）のスコットランド独立国民投票を要求した。
英国首相は要求された時期をただちに棄却したが、国民投票自体は否定しなかった。2017年3月28日、国民投票はスコットランド議会によって承認された。スタージョン首相は独立したスコットランドのEUへの「段階的帰還」を求めた。離脱決定ののち、スコットランド首相は、スコットランドがEU離脱のために必要な法案に対する同意を拒否するかもしれないと示唆したが、スコットランドは英国の離脱を阻止できないと主張する弁護士もいる。

## 想定されたEUへの影響および影響予測
国民投票直後、ドイツ議会は離脱のEUへの影響、特にドイツの経済・政治情勢への影響についての分析を発表した。分析によると、英国はアメリカとフランスに次いで、ドイツ製品の3番目に重要な輸出市場である。ドイツ全体では、年間約1,200億ユーロ相当の商品およびサービスをイギリスに輸出し、これはドイツの輸出額の約8%にあたる。ドイツはイギリスとのあいだでの貿易黒字を363億ユーロ（2014年）相当としている。
「ハード・ブレグジット」となる場合、ドイツからの輸出はWTOの関税対象となる。平均関税は2.4%だが、例えば自動車関税は9.7%なので、自動車貿易は特に影響を受ける。これはイギリスに生産工場を持つドイツの自動車メーカーにも影響を与えることとなる。ドイツでは75万人の雇用が英国への輸出に依存しているのに対し、英国では約300万人の雇用がEUへの輸出に依存している。しかし、この調査は離脱の経済的影響に関する予測は重大な不確実性を伴うことを強調している。
離脱によって、EUは連合内で2番目に大きな経済、3番目に多い人口、そして「世界の金融資本」を失うことになる。さらに英国はEU予算に2番目に大きな貢献をしている（2015年：ドイツ143億ユーロ、英国115億ユーロ、フランス55億ユーロ）
したがって、予算がそれに応じて削減されない限り、英国の撤退は、残りの国に対する追加の財政負担をもたらすことになる。例えば、ドイツは、2019年にはさらに45億ユーロを追加で支払わなければならず、これは将来も続く。英国はEU加盟国のみが参加できる欧州投資銀行の株主ではなくなる。英国の持分は16%、392億ユーロ（2013年）にのぼり、英国はEUの条約の変更がない限り、投資銀行からも撤退の見込みである。

### 欧州連合評議会
分析によると、比較的経済的にリベラルな英国の離脱は、残りの経済的リベラルな国々が欧州連合理事会の措置を阻止する能力を低下させることを示している。リスボン条約では、評議会の決定は、資格のある多数決投票によっておこなわれる。英国は欧州連合の人口の少なくとも35%を代表し、他の北部EU同盟国（ドイツ、アイルランド、オランダ、スカンジナビア諸国、バルト諸国）と同盟しており、政策投票においてブロック少数派を持っていた。イギリスの欧州連合からの離脱は、このブロック少数派が他国からの支援なしでは集結できなくなることを意味し、より保護主義的なEU諸国が特定提案を承認することを可能にすると推測される。

### 欧州議会
英国の欧州人民党グループは、第50条の期限までに欧州議会に参加する権利を保たれることを期待している。しかし、グループを主要な委員会のポジションから除外することについての議論が起きた。EUは、次回の欧州議会選挙が2019年5月（6月に始まる議会任期）開催にあたり、欧州議会の議席の修正配分を決定する必要に迫られる。2017年4月、ヨーロッパの議員グループが、空席についてどうすべきかを話し合った。フランスのエマニュエル・マクロン大統領により支持されたのは、73議席を全ヨーロッパの選挙区別リストに置き換える案だった。他の選択肢には、イギリスの議席を削除すること、さらに不平等を減らすために他の国々から既存の座席の一部または全てを割り当てるなどがあった。

## 英国の二国間関係への影響

### 国際協定
世界には168の非EU諸国にまたがる約759の国際協定があり、離脱にともないイギリスはEUの一部ではなくなる。

### セキュリティ
離脱が、とくに国境を越える個人に関するEUのデータベースを必要とするテロ対策において、セキュリティ問題を引き起こす可能性が懸念されている。セキュリティの専門家は、テロ計画阻止のため、EUとの情報共有データベースを信頼してきた。英国の指導者たちは、データベースへのアクセスを維持への支持を表明しているが、EUの非加盟国として取得することは難しくなる可能性がある。離脱はまた、身柄引き渡し要求を複雑にすると見られている。「ハード・ブレグジット」だった場合、イギリスはEUの旅客機搭乗記録、車両登録、指紋とDNAプロフィールといったデータベースへのアクセスを失う。2018年12月、欧州人民党グループは、離脱後、EUと英国が緊密な安全保障パートナーシップ締結を要求する提案を承認した。
さらに、EUは安全保障強化の一環として、新たに導入するETIAS（欧州渡航情報認証制度）およびEES（出入国管理システム）を通じて、非加盟国市民の入国監視を強化している。これらの制度は、テロ防止や国境管理に重要な役割を果たすとされ、英国もこれらの新制度との連携が求められる可能性がある。
また、英国市民はシェンゲン圏への短期滞在（180日間で最大90日）に際し、EUが導入するETIASの申請が必要となる。この新しい渡航認証制度は、テロ防止や渡航管理を目的としており、オンラインでの申請が求められる。

### EUとの継続的な関係のための選択肢
離脱後のイギリスと他のEU加盟国との関係は複数の選択肢がある。2013年7月に英国議会に提出された調査報告書は、加盟にかわってEU市場へのアクセスを継続するいくつかの代替案を提案した。これらにはスイスモデルのような二国間協定の交渉、WTOオプションに基づく「ノー・ディール」な離脱、あるいは欧州経済領域に留まることも含まれている。英国のEU離脱時から関係が成立するまでのあいだに、一時的な取り決めをする可能性もある。

### アイルランドとの国境―「バックストップ協定」
アイルランド島のアイルランドと北アイルランドの国境が、税関と出入国管理をともなう「ハードな国境」になるか、そしてこれが北アイルランド問題に平和をもたらした「グッドフライデー合意」に、影響を与える可能性があるのかどうかについての懸念が生じた。
これを未然に防ぐため、EUは離脱協定案の中で、国境検問所の必要性を未然に防ぐため、北アイルランドをEU規則の下に置くことになる「バックストップ協定」を提案した。英国政府は提案を承認したが、EU規則を北アイルランドで適用することは、英国の国家としての統一性に対する脅威としてもとらえられる。同時に英国全体が、EU規則や関税同盟に無期限に従うことは望んでいない。2018年10月下旬、国家監査局は「ノー・ディール・ブレグジット」だった場合に、必要なアイルランド国境警備検査を準備するには、既に遅すぎると警告した。
2020年末までは移行期間なのでイギリスとアイルランドは同じ関税同盟と単一市場であった。コモントラベルエリア内にいる全てのEU市民には移動の自由があり、国境には税関や出入国管理が存在しない。2005年以来、国境は本質的に見えなくなっている。
移行期間が終了すると北アイルランドとアイルランド間に商品のなどを伴う「EU」と「非EU」の国境が復活するため税関インフラストラクチャーのある厳しい国境である「ハード・ボーダ」が復活することになる。この問題をEUとイギリスの双方が、これを避けるべきだと同意した。2019年2月18日、アイルランドの上院議員マーク・ディリーと2人のユネスコ議長によって発表された研究は、「ハード・ボーダー」の復活が「暴力の復活」をもたらす事を示した。
2020年12月、イギリスはEUと離脱協定を合意。その協定には北アイルランドは引き続きEUの単一市場に残留するバックストップ協定が盛り込まれていた。
2021年1月1日、ハード・ボーダは復活せずに事実上の国境はアイルランド島とグレートブリテン島を隔てるアイリッシュ海に敷かれた。ただし小包の郵便などは猶予期間がある。

### ジブラルタルとスペイン
英国の飛び地領土ジブラルタルは、欧州連合の共通関税エリア、共通商取引エリアの範囲外であるため、ジブラルタルとスペインの国境との間に税関が設けられている。それにもかかわらず、英国の離脱完了まで、領土は欧州連合内に残ることになる。
ブレグジット国民投票に至るまでのキャンペーン中、ジブラルタル州首相は、離脱がジブラルタルの安全性に脅威をもたらしかねないと警告した。ジブラルタルは、圧倒的(96%)にEU残留を支持した。その結果、スペインの外相はスペインとイギリスとでの共同半島統制を要求した。だが、この呼びかけはジブラルタルの州首相によって強く拒絶され、ジブラルタルとスペインの国境における自由な交通の将来について疑問符を投げかけた。英国政府は、国民の同意を得てジブラルタルの主権についてのみ交渉すると述べた。
2018年2月、ジブラルタルの企業訓練・雇用・安全衛生大臣ジョー・ボサノはEUの態度に不満を表明した。スペインが拒否権を与えられていることに言及し、「わたしを欧州連合の支持者からブレクジッタ―に変えるのに十分（な態度）だ」と付け加えた。
2018年4月、スペイン外相アルフォンソ・ダスティスは、離脱協定を妨げないよう、スペインは10月までにイギリスとジブラルタルをめぐって二国間協定を締結することを望んでいると発表した。ロンドンとマドリッド間の協議は順調に進んだ。ジブラルタルを「領土回復する」というスペインの長期目標を繰り返しながら、スペインはEU交渉の「人質」としてジブラルタルを利用しないと述べた。
アルフォンソ・ダスティスの前職を務めたホセ・マヌエル・ガルシア＝マルガーリョは、任期後半、ダスティスにスペイン領土の主張を強める機会を無駄にしないようにと忠告した。2018年、マリアーノ・ラホイ首相の内閣不信任の後、スペインの外相にはジョセップ・ボレルが就任した。外交的立場は「同じ交渉チーム、同じアプローチ」で以前と変わらないことを保証した。

### CANZUK諸国
親離脱派の活動家や政治家は 「CANZUK諸国（カナダ（CA）、オーストラリア（A）、ニュージーランド（NZ）、イギリス（UK））」との貿易や移住協定交渉について、これらの代替案を 「ポスト帝国主義のノスタルジー」だとして批判している。
経済学者は実質的な距離が貿易を減少させることを指摘している。たとえ、英国が欧州単一市場と同じような取引条件をCANZUK諸国と結んだとしても、それが英国にとってはるかに価値がないことを意味している。

## パブリックコメント
- EU首脳陣は、英国が正式に第50条を発動するまではいかなる交渉も開始しないと述べた。欧州委員会委員長ジャン＝クロード・ユンケルは、EU委員会のメンバー全員に対し、ブレグジットに関して、英国当事者とのいかなる接触も禁じるように命じた[383]。
- 2016年10月、ユンケル委員長は「英国が40年もの加盟期間中にヨーロッパ人との共同体意識を築いていないことに動揺している」と述べた。ユンケルは、離脱がEUに対する警告であることを否定し、離脱後、英国なしでEUの防衛政策を策定することを構想し、英国が2度目の国民投票を可能にするようにEUが交渉するべきだという提案を拒否した[384]。
- 2016年11月5日、ユンケル委員長はいくつかのヨーロッパの企業が英国政府との合意を求めているとの報告に対して、「わたしは企業に議論に干渉すべきではないと言っている。彼らがわたしが道を妨げたとしないように」と答えた[385]。ユンケルは2017年2月に、英国は離脱プロセスの一環として、EUプロジェクトに未払いの清算金を支払うことを期待されており、それは「非常に高額」になるだろうと述べた[386]。
- 2016年11月4日、ドイツのシュタインマイアー外相が英国のボリス・ジョンソン外相と会談した。ジョンソンはイギリスとドイツの関係の重要性を強調し、シュタンマイヤー外相はドイツの見解として、「イギリスはEU残留に投票すべきだった、ドイツの優先事項は残りの27の加盟国を維持することである。英国が正式に通知するまで交渉はあり得ない。交渉を開始するまでの長い遅れは有害である。イギリスは単一市場の利点を維持することはできないが、同時に「好ましくない規則」を取り消すことは出来た」と答えた[387]。
- 就任直後テレサ・メイ首相は、EUとの交渉には「英国全体のアプローチ」が必要であると訴えた。2016年7月15日、「わたしたちが（EUとの）交渉のための英国のアプローチと目的が明確になるまで、第50条を発動することはないことはすでに述べた。英国が第50条発動前にそれを確立することが重要であると思う」と語った[388]。
- 欧州議会の主席交渉者ヒー・フェルホフスタットは「今日、英国国民もまたEUの市民権を持っている。それは欧州選挙に参加する可能性、組合内部で問題なく旅行の自由など、多くのことを意味している。わたしたちは個人的にそれを要求する英国市民のためにEU市民権を持ち続けることができる取り決めを持つ必要がある」とした[389]

- 5月上旬、欧州委員会委員長ジャン＝クロード・ユンケルは、英国の離脱は「悲劇」であり、それは部分的にはEUの責任であると認めた。EU、とりわけ欧州委員会は、「あまりにも多くの規制と生活へのあまりにも多くの干渉をしてきた」とし、欧州委員会は「より良い規制」のイニシアチブに従って、離脱後、立法案の提案数を年間130から23に減らした[390][391]

## 文化的な反映

### ビジュアル・アート
ブレグジットに対するアーチストや作家の反応のほとんどが否定的なものであり、イギリスのクリエイティブ産業に携わる人々の圧倒的な割合が欧州連合を離脱することに反対票を投じたことを反映した。離脱に対するアーティストの反応には、英国南部ドーバーのフェリー港近くにグラフティ―・アーティスト、バンクシーによって描かれた壁画が挙げられる。そこには欧州連合の旗から星のひとつを削り落とす作業員の姿が描かれていた。

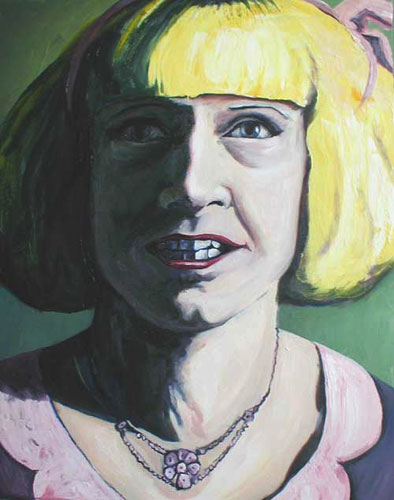
ブレグジットによる社会的分断を作品にしたアーチストのグレ―ソン・ペリー。

2017年、ロンドンのギャラリーでの展覧会において、アーティストのグレーソン・ペリー（英語版）は、離脱キャンペーンとその余波の中で「イギリスの分断」を扱う一連の陶芸、タペストリー、その他の芸術作品を展示した。ペリーは3メートル離れて台座の上に立つ花瓶を「ブレグジット花瓶」と呼んだ。これらはペリーが「英国ブレグジットツアー」と名づけたものから派生している。

### 小説
ダフニ・デュ・モーリエの1972年の小説『怒りの丘』（Rule Britannia, 1972年）では、イギリスはEECからの撤退後に破産の危機に瀕している様子が描かれている。アリ・スミスの2016年の小説『秋』（Autumn, 2016年）は、Financial Timesに最初の深刻なブレグジット小説として記載されている。
離脱後のイギリスに関する小説のひとつに、マイケル・パラスコスによる『ラビットマン』（Rabbitman, 2017年）が挙げられる。この物語は、ウサギでもある右派ポピュリスト米国大統領の選挙につながる出来事と、欧州連合を去るというイギリスの投票がファウスト的な悪魔との契約の結果だったという暗いコミックファンタジーである。物語ではその結果として社会が崩壊し、人々が欧州連合の食料援助に依存する離脱後のイギリスが設定されている。
マーク・ビリンガムの『Love Like Blood』（2017年）は、ブレグジットが外国人嫌悪の憎悪犯罪の増加を生む犯罪スリラーとなっている。小説『The Remains of the Way』（2017年）でデイヴィッド・ボイルは、ブレグジットは、16世紀のトーマス・クロムウェルによってヘンリー8世の治世中に設立され、そのまま忘れ去られた政府クアンゴが企てる陰謀であり、そして現在プロテスタントたちが主導するブレグジットに捧げられているとする物語を語った。ポスト・ブレグジットは、アマンダ・クレイグの『The Lie of the Land』（2017年）の舞台である。これは離脱から10年の後、貧しい中産階級の夫婦が親EUの首都だったロンドン北部イズリントンから親ブレグジットの中心デボン州の田園地帯に移動することを余儀なくされる風刺の効いた物語となった。

### 映画

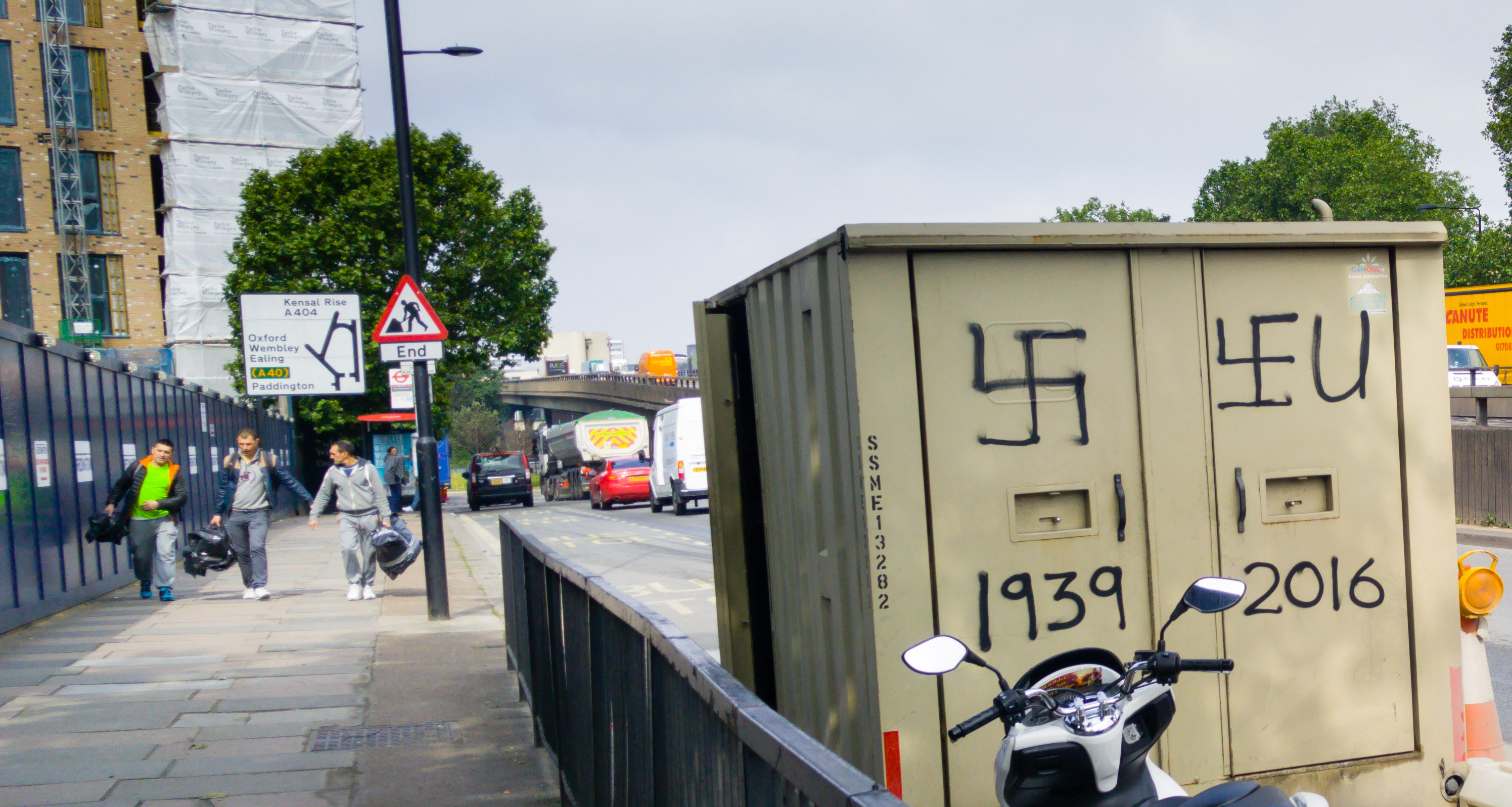
ナチスのシンボルだった「SWASTIKAS（逆マンジ）」によってEUを風刺するグラフティ・メッセージ。

2016年、テレビ・ディレクターのマーティン・ダーキンは『ブレグジット』というタイトルの81分の長編ドキュメンタリー映画を監督した。この映画は「EU離脱」を主張している。制作会社Wag TVによって制作され、予算は30万ポンド、製作費はヘッジファンドからの5万ポンドの寄付とともにクラウドファンディングによって調達された。2016年5月、映画はレスター・スクエアで公開され、ナイジェル・ファラージ（UKIPのリーダー）やデイヴィッド・デイヴィス（後の離脱大臣）などの離脱派著名人が出席した。
2018年、『Postcards from the 48%』と呼ばれるドキュメンタリー映画がリリースされ、映画のウェブサイト上には、「この映画は残留に投票した48%によって製作、主演されたドキュメンタリー映画です。他の27ヶ国のEU加盟国に対して、それが地すべりによる勝利とは程遠いこと、そしてどうしてわたしたちがEUの一員であり続けるために戦っているのかを表現しています」と書かれた。映画レヴュー紙「Shadows on the Wall」のレビューは映画を「国民投票をテーマとしており、その（残留、離脱に）分かれた投票が英国社会をバラバラにした問題への探究である」と評した。

## 離脱によって実際に起きた影響
この節では、単なる予測や、人々が「可能性がある」などと言葉で言っただけの内容については扱わず、あくまで現実化したことだけを記述する。
物流に大きな混乱が生じた
EU離脱の移行期間が終了してから、物流の混乱が目立つようになった。（イギリスとEU側の物流では主に、大陸側との物流と、EU内のアイルランド側との物流が問題の焦点になるわけだが）イギリスのグレートブリテン島から北アイルランドへの物流も、通関手続きが必要になったので、生鮮食料品（野菜や冷蔵肉など）の物流に大幅な遅延が発生するようになった。大陸側との物流でも、イギリス内の漁業関係者の漁獲物（魚介類。つまりスケート勝負の物流。少し遅れると商品ではなくなり廃棄となり、即大損となる物流）の輸出の遅延が深刻化し、明らかな損失が発生している。1月18日にはスコットランドの水産物輸出業者がロンドン中心部の英国議会と首相官邸の周辺にトラックを乗り入れ抗議デモを実施する騒動が起き、こうした水産業界の混乱・損害や彼らからの厳しい非難を受けてボリス・ジョンソン首相は、翌1月19日、漁業関係者向けに2,300万ポンド（約32億8,900万円。1ポンド＝約143円で算定）の基金を立ち上げると表明しなければならない事態となった。
労働力が不足した
離脱により外国人ドライバーの帰国、関税手続きの増加からイギリスを去る労働者が増え、さらに新型コロナウイルスのパンデミックにより深刻な人手不足が起こりスーパーでは欠品が続発した。また2021年9月頃からタンクローリードライバー不足により小売ガソリンが消えイギリス政府は軍を投入、ビザの新規発行を打ち出した。
イギリスの金融業者（金融会社）のEU側への大規模な流出、および大規模な資産流出が起きた
離脱手続き前から、金融業者のEU側への流出は始まっていた。アーンスト・アンド・ヤング（EY社）が調査し2021年3月2日に公表した調査リポートによると、2021年2月末時点で、EY社が調査したイギリスの金融サービス業者のおよそ43%（222社のうち95社）が、その事業や従業員を「EU側に移転した」もしくは「EU側に移転する予定」とした。金融業界人材の流出人数は、前回調査の2020年9月末時点ですでに7500人になっていたが、2021年春の調査ではさらに100人増加した。資産流出については、2021年3月に公表された調査結果では、3000億ポンド（およそ198兆円。（1ポンド＝約152円として算定））が流出したとされ、前回調査の2020年9月の時点よりも流出額が1000億ポンド増加した。金融業者の移転先として選ばれた都市で最も多かったのは（EU加盟国でありつづけている）アイルランドのダブリンで、次いでルクセンブルク、ドイツのフランクフルト、フランスのパリ、という順になった。

## その他
2022年に行われた調査によると、ブレグジットは「間違っていた」とする声が過半数を占めた。
2023年7月に行われた調査によると、EU離脱（ブレグジット）は「間違いだった」と考えている人の割合が57％となり過去最高を更新した。「正しかった」は32％だった。